# قائمة الفائزين بميداليات دورة الألعاب البارالمبية الصيفية 2024
الألعاب البارالمبية الصيفية لعام 2024 وهي الدورة السابعة عشرة للألعاب البارالمبية الصيفية لذوي الاحتياجات الخاصة، والمعروفة عمومًا بألعاب باريس 2024 البارالمبية. هو حدث دولي كبير متعدد الرياضات للرياضيين ذوي الاحتياجات الخاصة تحت إشراف اللجنة البارالمبية الدولية، وقد أُقيم في باريس بفرنسا، من 28 أغسطس إلى 8 سبتمبر. شملت المنافسات 549 مسابقة في 22 رياضة.

## الرماية

### مسابقات الرجال
| الألعاب                     | الفئة | الذهبية                           | الفضية               | البرونزية              |
| --------------------------- | ----- | --------------------------------- | -------------------- | ---------------------- |
| فردي                        | W1    | جيسون تابانسكي · الولايات المتحدة | هان غويفي · الصين    | تشانغ تيانشين · الصين  |
| القوس المركب الفردي         | مفتُوح | مات ستوتزمان · الولايات المتحدة   | آي شينليانغ · الصين  | هي زيهاو · الصين       |
| القوس القابل للتعديل الفردي | مفتُوح | هارفيندر سينغ · الهند             | لوكاش تشيشك · بولندا | محمد رضا عامري · إيران |

### مسابقات نسائية
| الألعاب                     | الفئة | الذهبية             | الفضية                          | البرونزية                         |
| --------------------------- | ----- | ------------------- | ------------------------------- | --------------------------------- |
| فردي                        | W1    | تشين مينيي · الصين  | ياركا موسيلوفا · جمهورية التشيك | تيريزا براندلوفا · جمهورية التشيك |
| القوس المركب الفردي         | مفتوح | أوزنور كوري · تركيا | فاطمة حماتي · إيران             | جودي جرينهام · بريطانيا العظمى    |
| القوس القابل للتعديل الفردي | مفتوح | وو تشونيان · الصين  | وو يانغ · الصين                 | إليزابيتا ميجنو · إيطاليا         |

### مسابقات مختلطة
| الألعاب           | الفئة | الذهبية                                       | الفضية                                              | البرونزية                              |
| ----------------- | ----- | --------------------------------------------- | --------------------------------------------------- | -------------------------------------- |
| الفريق            | W1    | الصين · تشين مينيي · تشانغ تيانشين            | جمهورية التشيك · ياركا موسيلوفا · ديفيد دراهونينسكي | إيطاليا · ديلا دامينو · باولو تونون    |
| الفرق المركبة     | مفتوح | بريطانيا العظمى · جودي جرينهام · ناثان ماكوين | إيران · فاطمة حماتي · هادي نوري                     | الهند · راكيش كومار · شيتال ديفي       |
| فرق القوس المنحني | مفتوح | إيطاليا · إليزابيتا ميجنو · ستيفانو ترافيساني | تركيا · ميرف نور إروغلو · صادق سافاس                | سلوفينيا · زيفا لافرينك · ديان فابسيتش |

## ألعاب القوى

### مسابقات الرجال
| Event        | الفئة                     | الذهبية                                               | الفضية                                             | البرونزية                                          |
| ------------ | ------------------------- | ----------------------------------------------------- | -------------------------------------------------- | -------------------------------------------------- |
| 100 متر      | T11                       | أثاناسيوس غافيلاس · اليونان                           | تيموثي أدولف · فرنسا                               | دي دونغدونغ · الصين                                |
| 100 متر      | T12                       | نوح مالون · الولايات المتحدة                          | جيفرسون مارينيو · البرازيل                         | زاكاري شو · بريطانيا العظمى                        |
| 100 متر      | T13                       | اسكندر جميل عثماني · الجزائر                          | سلوم أغيزي كشافالي · النرويج                       | شوتا كاواكامي · اليابان                            |
| 100 متر      | T34                       | شيوات راتانا · تايلاند                                | وليد كتيلة · تونس                                  | أوستن سمينك · كندا                                 |
| 100 متر      | T35                       | إيهور تسفيتوف · أوكرانيا                              | أرتيم كلاشيان · الرياضيون البارالمبيون المحايدين   | ديمتري سافرونوف · الرياضيون البارالمبيون المحايدين |
| 100 متر      | T36                       | جيمس تيرنر · أستراليا                                 | الكسيس سيباستيان تشافيز · الأرجنتين                | يانغ ييفي · الصين                                  |
| 100 متر      | T37                       | ريكاردو ميندونسا · البرازيل                           | سابتويوغو بورنومو · إندونيسيا                      | أندريه فدوفين · الرياضيون البارالمبيون المحايدين   |
| 100 متر      | T38                       | جايدن بلاكويل · الولايات المتحدة                      | ريان ميدرانو · الولايات المتحدة                    | خوان كامباس · كولومبيا                             |
| 100 متر      | T44                       | مبوميليلو مهلونغو · جنوب إفريقيا                      | يامل لويس فيفيس سواريس · كوبا                      | إيدي برنارد · ماليزيا                              |
| 100 متر      | T47                       | بيتروشيو فيريرا دوس سانتوس · البرازيل                 | كوربان بيست · الولايات المتحدة                     | أيمن الحداوي · المغرب                              |
| 100 متر      | T51                       | كودي الموردة · كندا                                   | بيتر جينين · بلجيكا                                | توني بيسبانين · فنلندا                             |
| 100 متر      | T52                       | ماكسيم كارابين · بلجيكا                               | ماركوس بيرينيو دالي · بريطانيا العظمى              | توموكي ساتو · اليابان                              |
| 100 متر      | T53                       | عبد الرحمن القرشي · السعودية                          | بونجساكورن بايو · تايلاند                          | أريوسفالدو فرنانديز دا سيلفا · البرازيل            |
| 100 متر      | T54                       | أريوسفالدو فرنانديز دا سيلفا · المكسيك                | أثيوات بينغ-نويا · تايلاند                         | ليو بيكا تاهتي · فنلندا                            |
| 100 متر      | T63                       | عزرا فريش · الولايات المتحدة                          | دانيال يورغنسن · الدنمارك                          | فينيسيوس غونسالفيس رودريغيز · البرازيل             |
| 100 متر      | T64                       | شيرمان جويتي · كوستاريكا                              | ماكسل آنو مانو · إيطاليا                           | فيليكس سترينج · ألمانيا                            |
| تفاصيل       | T35                       | إيهور تسفيتوف · أوكرانيا                              | ديمتري سافرونوف · الرياضيون البارالمبيون المحايدين | أرتيم كلاشيان · الرياضيون البارالمبيون المحايدين   |
| تفاصيل       | T37                       | أندريه فدوفين · الرياضيون البارالمبيون المحايدين      | ريكاردو ميندونسا · البرازيل                        | كريستيان غابرييل لويز · البرازيل                   |
| تفاصيل       | T51                       | كودي فورني · كندا                                     | توني بيسبانين · فنلندا                             | بيتر جينين · بلجيكا                                |
| تفاصيل       | T64                       | شيرمان جويتي · كوستاريكا                              | ليفي فلويت · هولندا                                | مبوميليلو مهلونغو · جنوب إفريقيا                   |
| 400 متر      | T11                       | إندرسون جيرمان سانتوس جونزاليس · فنزويلا              | تيموثي أدولف · فرنسا                               | غيوم جونيور أتانغانا · Refugee Paralympic Team     |
| 400 متر      | T12                       | منصف بوجة · المغرب                                    | نوح مالون · الولايات المتحدة                       | رؤي جبابلي · تونس                                  |
| 400 متر      | T13                       | اسكندر جميل عثماني · الجزائر                          | ريوتا فوكوناغا · اليابان                           | بويندر بيرموديز · كولومبيا                         |
| 400 متر      | T20                       | جون أوباندو · كولومبيا                                | ديفيد خوسيه بينيدا ميخيا · إسبانيا                 | يوفاني فيليب · موريشيوس                            |
| 400 متر      | T36                       | جيمس تيرنر · أستراليا                                 | وليام ستيدمان · نيوزيلندا                          | الكسيس سيباستيان تشافيز · الأرجنتين                |
| 400 متر      | T37                       | أندريه فدوفين · الرياضيون البارالمبيون المحايدين      | بارتولوميو تشافيس · البرازيل                       | آمين الله تيساوي · تونس                            |
| 400 متر      | T38                       | جايدن بلاكويل · الولايات المتحدة                      | ريان ميدرانو · الولايات المتحدة                    | خوان كامباس · كولومبيا                             |
| 400 متر      | T47                       | أيمن الحداوي · المغرب                                 | أيوب سادني · المغرب                                | توماز روان دي مورايس · البرازيل                    |
| 400 متر      | T52                       | ماكسيم كارابين · بلجيكا                               | توموكي ساتو · اليابان                              | تومويا إيتو · اليابان                              |
| 400 متر      | T53                       | بونجساكورن بايو · تايلاند                             | برنت لاكاتوس · كندا                                | بريان سيمان · الولايات المتحدة                     |
| 400 متر      | T54                       | داي يونتشيانغ · الصين                                 | أثيوات بينغ-نويا · تايلاند                         | دانيال رومانشوك · الولايات المتحدة                 |
| 400 متر      | T62                       | هانتر وودهول · الولايات المتحدة                       | يوهانس فلورز · ألمانيا                             | أوليفييه هندريكس · هولندا                          |
| 800 متر      | T34                       | أوستن سمينك · كندا                                    | شيوات راتانا · تايلاند                             | ريد مكراكين · أستراليا                             |
| 800 متر      | T53                       | برنت لاكاتوس · كندا                                   | بونجساكورن بايو · تايلاند                          | بريان سيمان · الولايات المتحدة                     |
| 800 متر      | T54                       | جين هوا · الصين                                       | داي يونتشيانغ · الصين                              | مارسيل هغ · سويسرا                                 |
| 1500 متر     | T11                       | يلتسين جاك · البرازيل                                 | يتيال سيليش ييغزاو · إثيوبيا                       | يوليوس سيزار أغريبينو · البرازيل                   |
| 1500 متر     | T13                       | ألكسندر كوستين · الرياضيون البارالمبيون المحايدين     | رؤي جبابلي · تونس                                  | انطون كولياتين · الرياضيون البارالمبيون المحايدين  |
| 1500 متر     | T20                       | بن سانديلاندز · بريطانيا العظمى                       | ساندرو بايسا · البرتغال                            | ميشيل برانيجان · الولايات المتحدة                  |
| 1500 متر     | T38                       | آمين الله تيساوي · تونس                               | نيت ريش · كندا                                     | ريس لانغدون · أستراليا                             |
| 1500 متر     | T46                       | الكسندر إياريمتشوك · الرياضيون البارالمبيون المحايدين | مايكل روجر · أستراليا                              | أنطوان براود · فرنسا                               |
| 1500 متر     | T54                       | جين هوا · الصين                                       | مارسيل هغ · سويسرا                                 | داي يونتشيانغ · الصين                              |
| 5000 متر     | T11                       | جوليو سيزار أغريبينو · البرازيل                       | كينيا كاراساوا · اليابان                           | يلتسين جاك · البرازيل                              |
| 5000 متر     | T13                       | ياسين وحدادي العتابي · إسبانيا                        | ألكسندر كوستين · الرياضيون البارالمبيون المحايدين  | انطون كولياتين · الرياضيون البارالمبيون المحايدين  |
| 5000 متر     | T54                       | دانيال رومانشوك · الولايات المتحدة                    | مارسيل هغ · سويسرا                                 | فيصل الراجحي · الكويت                              |
| ماراثون      | T12                       | وجدي البوكحيلي · تونس                                 | ألبرتو سواريز لاسو · إسبانيا                       | أمين شنتوف · المغرب                                |
| ماراثون      | T54                       | مارسيل هغ · سويسرا                                    | جين هوا · الصين                                    | توموكي سوزوكي · اليابان                            |
| الوثب العالي | T47                       | رودريك تاونسند · الولايات المتحدة                     | نيشاد كومار · الهند                                | جورجي مارجييف · الرياضيون البارالمبيون المحايدين   |
| الوثب العالي | T63                       | ازرا فريش · الولايات المتحدة                          | شاراد كومار · الهند                                | ماريابان ثانغافيلو · الهند                         |
| الوثب العالي | تي 64                     | برافين كومار · الهند                                  | ديريك لوكسيدنت · الولايات المتحدة                  | تيموربيك جيازوف · أوزبكستان                        |
| الوثب العالي | تي 64                     | برافين كومار · الهند                                  | ديريك لوكسيدنت · الولايات المتحدة                  | ماسيج ليبياتو · بولندا                             |
| الوثب الطويل | تي 11                     | دي دونغدونغ · الصين                                   | تشن شيتشانغ · الصين                                | جوان منار مارتينيز · إسبانيا                       |
| الوثب الطويل | T12                       | سعيد نجف زاده · أذربيجان                              | دونيور ساليف · أوزبكستان                           | فرناندو فازكيز · الأرجنتين                         |
| الوثب الطويل | T13                       | أورخان أصلانوف · أذربيجان                             | إساك جان بول · الولايات المتحدة                    | باولو هندريك أندرادي · البرازيل                    |
| الوثب الطويل | T20                       | ماتفي إياكوشيف · الرياضيون البارالمبيون المحايدين     | عبد اللطيف روملي · ماليزيا                         | جون أوباندو · كولومبيا                             |
| الوثب الطويل | T36                       | يفجيني تورسونوف · الرياضيون البارالمبيون المحايدين    | آسر ماتيوس ألميدا راموس · البرازيل                 | أولكسندر ليتفينينكو · أوكرانيا                     |
| الوثب الطويل | T37                       | بريان ليونيل إمبليزيري · الأرجنتين                    | سامسون أوبيو · كينيا                               | ماتيوس إيفانجليستا كاردوسو · البرازيل              |
| الوثب الطويل | T38                       | خيتاج خينشاغوف · الرياضيون البارالمبيون المحايدين     | تشونغ هوانغهاو · الصين                             | خوسيه ليموس · كولومبيا                             |
| الوثب الطويل | 47T                       | روبييل يانكيل سول سرفانتس · كوبا                      | وانغ هاو · الصين                                   | نيكيتا كوتوكوف · الرياضيون البارالمبيون المحايدين  |
| الوثب الطويل | T63                       | جويل دي جونغ · هولندا                                 | دانيال فاغنر · الدنمارك                            | نوح مبويامبا · هولندا                              |
| الوثب الطويل | T64 ماركوس ريهم · ألمانيا | ديريك لوكسيدنت · الولايات المتحدة                     | جاريد والاس · الولايات المتحدة                     |                                                    |
| رمي الجلة    | F11                       | أمير حسين عليبور داربيد · إيران                       | مهدي أولاد · إيران                                 | ألvaro دل أمو كانو · إسبانيا                       |
| رمي الجلة    | F12                       | إلبك سلطانوف · أوزبكستان                              | فلاديمير بونومارينكو · أوكرانيا                    | رومان دانيليوك · أوكرانيا                          |
| رمي الجلة    | F20                       | أولكسندر ياروفي · أوكرانيا                            | محمد زياد زولكيفلي · ماليزيا                       | ماكسيم كوفال · أوكرانيا                            |
| رمي الجلة    | F32                       | أثاناسيوس قسطنطينيدس · اليونان                        | أليكسي تشوركين · الرياضيون البارالمبيون المحايدين  | لازاروس ستيفانيدس · اليونان                        |
| رمي الجلة    | F33                       | كاي بينغتشن · الصين                                   | ديني تشيرني · كرواتيا                              | زكرياء الدرهم · المغرب                             |
| رمي الجلة    | F34                       | ماوريسيو فالنسيا · كولومبيا                           | عز الدين النويري · المغرب                          | أحمد الهندي · الأردن                               |
| رمي الجلة    | F35                       | خسنددين نوربيكوف · أوزبكستان                          | هرنان إيمانويل أورا · الأرجنتين                    | سيد علي أصغر جوان مردي · إيران                     |
| رمي الجلة    | F36                       | فلاديمير سفيريدوف · الرياضيون البارالمبيون المحايدين  | آلان كوكويتي · الرياضيون البارالمبيون المحايدين    | داستان موكاشبيكوف · كازاخستان                      |
| رمي الجلة    | F37                       | قدرتيللوه مروفخوجاييف · أوزبكستان                     | أحمد بن مصلح · تونس                                | طليببوي يلدشيف · أوزبكستان                         |
| رمي الجلة    | F40                       | ميغيل مونتيرو · البرتغال                              | باتولغا تسغيميد · منغوليا                          | جراح نصار · العراق                                 |
| رمي الجلة    | F41                       | بوبيرجون أومونوف · أوزبكستان                          | نيكو كابيل · ألمانيا                               | هوانغ جون · الصين                                  |
| رمي الجلة    | F46                       | غريغ ستيوارت · كندا                                   | ساشين سارجيراو خيلاري · الهند                      | لوكا باكوفيتش · كرواتيا                            |
| رمي الجلة    | F53                       | غيغا أوتشكيكيدزي · جورجيا                             | عبد الإله الكاني · المغرب                          | عليرضا مختاري · إيران                              |
| رمي الجلة    | F55                       | روزيدي روزيدي · بلغاريا                               | زافر زاكير · إيران                                 | ليخ ستولتمان · بولندا                              |
| رمي الجلة    | F55                       | روزيدي روزيدي · بلغاريا                               | نيبويشا دوريتش · صربيا                             | ليخ ستولتمان · بولندا                              |
| رمي الجلة    | F57                       | ياسين خسرواي · إيران                                  | تياغو باولينهو دو سانتوس · البرازيل                | هوكاتو هوتوزي سينا · الهند                         |
| رمي الجلة    | F63                       | فيصل سرور · الكويت                                    | ألد ديفيز · بريطانيا العظمى                        | توم هابشيد · لوكسمبورغ                             |
| رمي القرص    | F11                       | أوني تابيا · إيطاليا                                  | حسن باجولفاند · إيران                              | ألفارو ديل أمو كانو · إسبانيا                      |
| رمي القرص    | F37                       | طليبوي يلدشيف · أوزبكستان                             | جيسي زيسي · كندا                                   | حيدر علي · باكستان                                 |
| رمي القرص    | F52                       | ريغيفان غانيشامورتي · إيطاليا                         | أيغارس أبينيس · لاتفيا                             | أندريه روشا · البرازيل                             |
| رمي القرص    | F56                       | كلوديني باتيستا دو سانتوس · البرازيل                  | يوغيش كاثونيا · الهند                              | كونستانتينوس تزونيس · اليونان                      |
| رمي القرص    | F64                       | جيريمي كامبل · الولايات المتحدة                       | أكيم ستيوارت · ترينيداد وتوباغو                    | ديفيد بلير · الولايات المتحدة                      |
| رمي الرمح    | F13                       | دانيال بيمبروك · بريطانيا العظمى                      | علي بيروج · إيران                                  | أوليسر أغويليرا كروز · كوبا                        |
| رمي الرمح    | F34                       | سعيد أفروز · إيران                                    | ماوريسيو فالنسيا · كولومبيا                        | دييغو مينيزيس · كولومبيا                           |
| رمي الرمح    | F38                       | خوسيه ليموس · كولومبيا                                | فلاديمير بيلي · أوكرانيا                           | آن دونغكوان · الصين                                |
| رمي الرمح    | F41                       | نافديب سينغ · الهند                                   | سون بينغشيانغ · الصين                              | ولدان النخيلاوي · العراق                           |
| رمي الرمح    | F46                       | غوستافو فارونا · كوبا                                 | أجييت سينغ · الهند                                 | سوندار سينغ غورجار · الهند                         |
| رمي الرمح    | F54                       | إيفان ريفينكو · الرياضيون البارالمبيون المحايدين      | إدغار فواتيس · المكسيك                             | مانوليس ستيفانوداكيس · اليونان                     |
| رمي الرمح    | F57                       | يوركينبيك أوديلوف · أوزبكستان                         | محمد خلوفاندي · تركيا                              | سيكرو لينس · البرازيل                              |
| رمي الرمح    | F64                       | سوميت أنتيلي · الهند                                  | دولان كوديثواكو · سريلانكا                         | ميشال بوريان · أستراليا                            |
| رمي الكرة    | F32                       | أليكسي تشوركين · الرياضيون البارالمبيون المحايدين     | أثاناسيوس قسطنطينيدس · اليونان                     | أحمد مهيدب · الجزائر                               |
| رمي الكرة    | F51                       | دارامبير نين · الهند                                  | براناف سُورما · الهند                               | زيلجكو ديميتريفيتش · صربيا                         |

### المسابقات المختلطة
| الألعاب                  | الفئة | الذهبية                                              | الفضية                                                                | البرونزية                                                                                    |
| ------------------------ | ----- | ---------------------------------------------------- | --------------------------------------------------------------------- | -------------------------------------------------------------------------------------------- |
| سباق التتابع 4 × 100 متر | عالمي | الصين · هو يانغ · وانغ هاو · وين شياويان · تشو قوهوا | بريطانيا العظمى · جون بيكوك · زاكاري شو · سامانثا كينغهورن · علي سميث | الولايات المتحدة · كوربان بيست · نوح مالون · هانتر وودهول · تاتيانا مكفادين · تايلور سوانسون |

## تنس الريشة

### مسابقات الرجال
| الألعاب | الفئة   | الذهبية                         | الفضية                                     | البرونزية                                |
| ------- | ------- | ------------------------------- | ------------------------------------------ | ---------------------------------------- |
| فردي    | WH1     | تشو زيمو · الصين                | تشوي جونغ مان · كوريا الجنوبية             | توماس وانشنايدر · ألمانيا                |
| فردي    | WH2     | دايكي كاجيوا · اليابان          | تشان هو يوان · هونغ كونغ                   | كيم جونغ جون · كوريا الجنوبية            |
| فردي    | SL3     | كومار نيتش · الهند              | دانييل بيثيل · بريطانيا العظمى             | مونغخون بونسون · تايلاند                 |
| فردي    | SL4     | لوكاس مازور · فرنسا             | سوهس لاليناكير ياثيراج · الهند             | فريدي سيتياوان · إندونيسيا               |
| فردي    | SU5     | تشياه ليك هو · ماليزيا          | سوريو نوغروو · إندونيسيا                   | ديفا أنرمستي · إندونيسيا                 |
| فردي    | SH6     | تشارلز نوكس · فرنسا             | كريستين كولمز · بريطانيا العظمى            | فيتور تافاريس · البرازيل                 |
| زوجي    | WH1–WH2 | الصين · ماي جيانبينغ · تشو زيمو | كوريا الجنوبية · جونغ جاي غون · يو سو يونغ | اليابان · دايكي كاجيوا · هيروشي موراياما |

### المسابقات المختلطة
| الألعاب | الفئة   | الذهبية                                    | الفضية                                           | البرونزية                         |
| ------- | ------- | ------------------------------------------ | ------------------------------------------------ | --------------------------------- |
| زوجي    | SL3–SU5 | إندونيسيا · حكمة رمضان · لاني راتري أوكتلا | إندونيسيا · فريدي سيتياوان · خليمة سادياه        | فرنسا · لوكاس مازور · فوستين نويل |
| زوجي    | SH6     | الصين · لين نايلين · لي فنغ مي             | الولايات المتحدة · مايلز كراجوفسكي · جايسي سيمون | إندونيسيا · سباحن · رينا مارلينا  |

## البوتشيا

### مسابقات الرجال
| الألعاب | الفئة | الذهبية                         | الفضية                                 | البرونزية                        |
| ------- | ----- | ------------------------------- | -------------------------------------- | -------------------------------- |
| فردي    | BC1   | جون لونغ · هونغ كونغ            | جونغ سونغ جون · كوريا الجنوبية         | محمد سيف · إندونيسيا             |
| فردي    | BC2   | وراووت سينغامبا · تايلاند       | م. بينتانغ ساتريا هيرلانغا · إندونيسيا | واتشارابون فونغسا · تايلاند      |
| فردي    | BC3   | جونغ هو وون · كوريا الجنوبية    | دانيال ميشيل · أستراليا                | غريغوريوس بوليكرونيديس · اليونان |
| فردي    | BC4   | ستيفن مكغواير · بريطانيا العظمى | إيديلسون شيكا · كولومبيا               | أرتيم كولينكو · أوكرانيا         |

### المسابقات النسائية
| الألعاب | الفئة | الذهبية                       | الفضية                        | البرونزية                    |
| ------- | ----- | ----------------------------- | ----------------------------- | ---------------------------- |
| فردي    | BC1   | أورلي أوبير · فرنسا           | جيرالين تان · سنغافورة        | هيرومي إندو · اليابان        |
| فردي    | BC2   | كريستينا غونكالفيس · البرتغال | جونغ سو يونغ · كوريا الجنوبية | غيشا زايانا · إندونيسيا      |
| فردي    | BC3   | هو يوان كي · هونغ كونغ        | جاميسون ليسون · أستراليا      | كانغ سون هي · كوريا الجنوبية |
| فردي    | BC4   | لين شيمي · الصين              | تشونغ يوان · هونغ كونغ        | ليدي شيكا · كولومبيا         |

### المسابقات المختلطة
| الألعاب | الفئة   | الذهبية                                       | الفضية                                                | البرونزية                                                  |
| ------- | ------- | --------------------------------------------- | ----------------------------------------------------- | ---------------------------------------------------------- |
| زوجي    | BC3     | هونغ كونغ · هو يوان كي · تس تاك وا            | كوريا الجنوبية · جونغ هو وون · كانغ سون هي            | الأرجنتين · ستيفانيا فيراندو · رودريغو روميرو              |
| زوجي    | BC4     | كولومبيا · ليدي شيكا · إيديلسون شيكا          | هونغ كونغ · تشونغ يوان · ليونغ يوك وينغ               | تايلاند · بورنشك لاربيين · نوانشان فونسيلا                 |
| فريق    | BC1/BC2 | الصين · لان تشيجيان · يان تشيكيان · تشانغ تشي | إندونيسيا · محمد سيف · فيليكس أردي يودا · غيشا زايانا | اليابان · هيرومي إندو · تاكايوكي هيروسي · هيديتاكا سغيمورا |

## ركوب الدراجات

### على طريق

#### مسابقات الرجال
| الألعاب     | الفئة | الذهبية                        | الفضية                            | البرونزية                              |
| ----------- | ----- | ------------------------------ | --------------------------------- | -------------------------------------- |
| سباق الطريق | H1–2  | فلوريان جواني · فرنسا          | سيرجيو غروت مونييز · إسبانيا      | لوكا مازوني · إيطاليا                  |
| سباق الطريق | H3    | ماثيو بوسريدون · فرنسا         | يوهان كوايلي · فرنسا              | ميركو تيستا · إيطاليا                  |
| سباق الطريق | H4    | جيتزي بلات · هولندا            | توماس فريهورت · النمسا            | رافال ويلك · بولندا                    |
| سباق الطريق | H5    | ميتشل فاليز · هولندا           | لويس فيرغو · فرنسا                | بافلو بال · أوكرانيا                   |
| سباق الطريق | C1–3  | فين غراهام · بريطانيا العظمى   | توماس بييروتون-دارت · فرنسا       | ألكسندر ليؤوت · فرنسا                  |
| سباق الطريق | C4–5  | يهيور ديمينتييف · أوكرانيا     | كيفن لو كونف · فرنسا              | مارتن فان دي بول · هولندا              |
| سباق الطريق | B     | تريستان بانغما · هولندا        | فينسنت تير شوري · هولندا          | ألكسندر لوفيراس · فرنسا                |
| سباق الطريق | T1–2  | تشين جيانشين · الصين           | دينيس كونورز · الولايات المتحدة   | خوان خوسيه بيتانكورت كويروغ · كولومبيا |
| سباق الزمن  | H1    | فابريزيو كورنيغلياني · إيطاليا | ماكسيم هوردييس · بلجيكا           | نيكولاس بيتر دو بريز · جنوب إفريقيا    |
| سباق الزمن  | H2    | سيرجيو غاروتي مونييز · إسبانيا | لوكا مازوني · إيطاليا             | فلوريان جواني · فرنسا                  |
| سباق الزمن  | H3    | ماثيو بوسريدون · فرنسا         | يوهان كوايلي · فرنسا              | مارتينو بيني · إيطاليا                 |
| سباق الزمن  | H4    | جيتزي بلات · هولندا            | توماس فريهورت · النمسا            | يوناس فان دي ستين · بلجيكا             |
| سباق الزمن  | H5    | ميتشل فاليز · هولندا           | لويس فيرغو · فرنسا                | لويز كوستا · البرتغال                  |
| سباق الزمن  | C1    | ريتشارد تن أرجيلس · إسبانيا    | مايكل توبر ‏ · ألمانيا             | زبيغنيو ماكييفسكي · بولندا             |
| سباق الزمن  | C2    | ألكسندر ليؤوت · فرنسا          | إوود ف رومانت · بلجيكا            | دارين هيكس · أستراليا                  |
| سباق الزمن  | C3    | توماس بييروتون-دارت · فرنسا    | إدواردو سانتاس أيسينسيو · إسبانيا | ماثياس شيندلر · ألمانيا                |
| سباق الزمن  | C4    | كيفن لو كونف · فرنسا           | غاتيان لو روسو · فرنسا            | دانيال راموس · إسبانيا                 |
| سباق الزمن  | C5    | دانيال أبراهام غيبرو · هولندا  | أليستير دونوهو · أستراليا         | دوريان فولوون · فرنسا                  |
| سباق الزمن  | B     | تريستان بانغما · هولندا        | إيلي دي كارفالو · فرنسا           | فينسنت تير شوري · هولندا               |
| سباق الزمن  | T1–2  | تشين جيانشين · الصين           | ناثان كليمنت · كندا               | تيم سيلين · بلجيكا                     |

#### المسابقات النسائية
| الألعاب     | الفئة | الذهبية                           | الفضية                            | البرونزية                      |
| ----------- | ----- | --------------------------------- | --------------------------------- | ------------------------------ |
| سباق الطريق | H1–4  | لورين باركر · أستراليا            | جينيت يانسن · هولندا              | أنيكا زين-غيلز · ألمانيا       |
| سباق الطريق | H5    | أوكسانا ماسترز · الولايات المتحدة | سون بيانبيان · الصين              | آنا ماريا فيتيلارو · إيطاليا   |
| سباق الطريق | C1–3  | كيكو سوغيوارا · اليابان           | فلورينا ريجلينغ · سويسرا          | كلارا براون · الولايات المتحدة |
| سباق الطريق | C4–5  | سارة ستوري · بريطانيا العظمى      | هايلي غوغين · فرنسا               | بولا أوسا · كولومبيا           |
| سباق الطريق | B     | سوفي أونوين · بريطانيا العظمى     | كايتي-جورج دونلوي · جزيرة أيرلندا | لورا فاشي · بريطانيا العظمى    |
| سباق الطريق | T1–2  | إيما لوند · الدنمارك              | سيلين فان تيل · سويسرا            | ماريكي فان سوست · هولندا       |
| سباق الزمن  | H1–3  | كاترينا بريم · الولايات المتحدة   | لورين باركر · أستراليا            | أنيكا زين-غيلز · ألمانيا       |
| سباق الزمن  | H4–5  | أوكسانا ماسترز · الولايات المتحدة | شانتال هينين · هولندا             | سون بيانبيان · الصين           |
| سباق الزمن  | C1–3  | مايكي هاوزبرغر · ألمانيا          | فران براون · بريطانيا العظمى      | آنا بيك · السويد               |
| سباق الزمن  | C4    | سامانثا بوسكو · الولايات المتحدة  | ميغ ليمون · أستراليا              | فرانزيسكا ماتيل-دوريغ · سويسرا |
| سباق الزمن  | C5    | سارة ستوري · بريطانيا العظمى      | هايلي غوغين · فرنسا               | ألانا فورستر · أستراليا        |
| سباق الزمن  | B     | كايتي-جورج دونلوي · جزيرة أيرلندا | سوفي أونوين · بريطانيا العظمى     | لورا فاشي · بريطانيا العظمى    |
| سباق الزمن  | T1–2  | ماريكي فان سوست · هولندا          | سيلين فان تيل · سويسرا            | إيما لوند · الدنمارك           |

#### المسابقات المختلط
| الألعاب      | الفئة | الذهبية                                             | الفضية                                                   | البرونزية                                                    |
| ------------ | ----- | --------------------------------------------------- | -------------------------------------------------------- | ------------------------------------------------------------ |
| سباق التتابع | H1–5  | فرنسا · ماثيو بوسردون · فلوريان جواني · جوزيف فريتش | إيطاليا · فيديريكو ميستروني · لوكا ماتسوني · ميركو تيستا | الولايات المتحدة · ترافيس غارتنر · كاترينا بريم · مات تينغلي |

### مِضمار

#### مسابقات الرجال
| الألعاب       | الفئة | الذهبية                        | الفضية                             | البرونزية                        |
| ------------- | ----- | ------------------------------ | ---------------------------------- | -------------------------------- |
| سباق الزمن    | B     | جيمس بول · بريطانيا العظمى     | نيل فاشي · بريطانيا العظمى         | توماس أولبريشت · ألمانيا         |
| سباق الزمن    | C1–3  | لي زانغيو · الصين              | ليانغ ويكونغ · الصين               | ألكسندر ليوتو · فرنسا            |
| سباق الزمن    | C4–5  | كوري بودينجتون · أستراليا      | بلاين هانت · بريطانيا العظمى       | ألفونسو كابللو · إسبانيا         |
| سباق المطاردة | B     | تريستان بانغما · هولندا        | ستيفن بيت (دراج) · بريطانيا العظمى | لورينزو برنارد · إيطاليا         |
| سباق المطاردة | C1    | لي زانغيو · الصين              | ليانغ ويكونغ · الصين               | ريكاردو تين أرجيلس · إسبانيا     |
| سباق المطاردة | C2    | ألكسندر ليوتو · فرنسا          | إيوود فريمانت · بلجيكا             | ماثيو روبرتسون · بريطانيا العظمى |
| سباق المطاردة | C3    | جاكو فان غاس · بريطانيا العظمى | فينلاي غراهام · بريطانيا العظمى    | ألكسندر هايوارد · كندا           |
| سباق المطاردة | C4    | يوزيف ميتيلكا · سلوفاكيا       | أرتشي أتكينسون · بريطانيا العظمى   | غاتين لو روسو · فرنسا            |
| سباق المطاردة | C5    | دوريان فولون · فرنسا           | يهور ديمينتيف · أوكرانيا           | إلووان غاردون · الولايات المتحدة |

#### المسابقات المختلط
| الألعاب    | الفئة | الذهبية                                                  | الفضية                                                                       | البرونزية                                                |
| ---------- | ----- | -------------------------------------------------------- | ---------------------------------------------------------------------------- | -------------------------------------------------------- |
| سباق الفرق | C1–5  | بريطانيا العظمى · كادينا كوكس · ياكو فان غاس · جودي كندي | إسبانيا · ريكاردو تين أرجيلز · بابلو جارامييو غالاردو · ألفونسو كابيلو لاماس | أستراليا · غوردون ألان · أليستير دونوهو · كوري بودينغتون |

## الفروسية
| الألعاب                | الفئة          | الذهبية                                                      | الفضية                                                 | البرونزية                                                     |
| ---------------------- | -------------- | ------------------------------------------------------------ | ------------------------------------------------------ | ------------------------------------------------------------- |
| اختبار البطولة الفردية | الدرجة الأولى  | ريهاردز سنيكوس · لاتفيا                                      | روكسان ترونيل · الولايات المتحدة                       | سارا مورغانتي · إيطاليا                                       |
| اختبار فردي حر         | الدرجة الأولى  | ريهاردز سنيكوس · لاتفيا                                      | سارا مورغانتي · إيطاليا                                | ماري دوروارد-أكهيرست · بريطانيا العظمى                        |
| اختبار البطولة الفردية | الدرجة الثانية | فيونا هوارد · الولايات المتحدة                               | كاترين كريستنسن · الدنمارك                             | جورجيا ويلسون · بريطانيا العظمى                               |
| اختبار فردي حر         | الدرجة الثانية | فيونا هوارد · الولايات المتحدة                               | جورجيا ويلسون · بريطانيا العظمى                        | هايديماري دراسينغ · ألمانيا                                   |
| اختبار البطولة الفردية | الدرجة الثالثة | ريبيكا هارت · الولايات المتحدة                               | ريكت فان دير هورست · هولندا                            | ناتاشا بيكر · بريطانيا العظمى                                 |
| اختبار فردي حر         | الدرجة الثالثة | ريبيكا هارت · الولايات المتحدة                               | ريكت فان دير هورست · هولندا                            | ناتاشا بيكر · بريطانيا العظمى                                 |
| اختبار البطولة الفردية | الدرجة الرابعة | ديمي هيركنز · هولندا                                         | ساني فويتس · هولندا                                    | آنا لينا نيهوس · ألمانيا                                      |
| اختبار فردي حر         | الدرجة الرابعة | ديمي هيركنز · هولندا                                         | آنا لينا نيهوس · ألمانيا                               | كيت شوميكير · الولايات المتحدة                                |
| اختبار البطولة الفردية | الدرجة الخامسة | ميشيل جورج · بلجيكا                                          | رغين ميسبلكامب · ألمانيا                               | صوفي ويلز · بريطانيا العظمى                                   |
| اختبار فردي حر         | الدرجة الخامسة | ميشيل جورج · بلجيكا                                          | رغين ميسبلكامب · ألمانيا                               | صوفي ويلز · بريطانيا العظمى                                   |
| الفريق                 | مفتوح          | الولايات المتحدة · روكسان ترونيل · فيونا هوارد · ريبيكا هارت | هولندا · ساني فويتس · ديمي هيركنز · ريكت فان دير هورست | ألمانيا · آنا لينا نيهوس · رغين ميسبلكامب · هايديماري دراسينغ |

## كرة القدم الخماسية
| الألعاب        | الذهبية | الفضية | البرونزية |
| -------------- | --- | --- | --- |
| الفريق الرجالي | فرنسا · أليساندرو برترولوموتسي · ميشيل ميغيز · غايل ريفيير · حكيم أرزقي · مارتن بارون · خليفة يومي · فريدريك فيليرو · أحمد تيديان ديكيتي · فابريس مورغادو · بنوت شيفرو دو مونتليه | الأرجنتين · داريو لينسينا · أنجيل غارسيا · ناهويل هيريديا · فرويلان باديا · خيسوس ميرلوس · ماتياس أوليفيرا · ماكسيميليانو إسبينيّو · أوزفالدو فرنانديز · ماريو ريوس · جيرمان مولك | البرازيل · لوآن غونكالفيس · مايكون جونيور · كاسيو لوبيس · جوناثان بورغيس دا سيلفا · جيفيرسون غونكالفيس · رايموندو نوناتو ألفيس ميندس · تياغو دا سيلفا · ريكاردو ألفيس · جاردييل سواريس · ماثيوس بوموسا |

## رياضة الجودو

### مسابقات الرجال
| الألعاب | الفئة | الذهبية                             | الفضية                        | البرونزية                        |
| ------- | ----- | ----------------------------------- | ----------------------------- | -------------------------------- |
| 60 kg   | J1    | عبد القادر بوعامر · الجزائر         | ميسم بانيتابا · إيران         | ماركوس دينيس بلانكو · فنزويلا    |
| 60 kg   | J1    | عبد القادر بوعامر · الجزائر         | ميسم بانيتابا · إيران         | كابيل بارمار · الهند             |
| 73 kg   | J1    | أليكس بولوجا · رومانيا              | يرغالي شامي · كازاخستان       | ليناارت ساس · ألمانيا            |
| 73 kg   | J1    | أليكس بولوجا · رومانيا              | يرغالي شامي · كازاخستان       | دجبريلو يافا · البرتغال          |
| 90 kg   | J1    | أرثر كافالكانتي دا سيلفا · البرازيل | دانيال باول · بريطانيا العظمى | سيريل جونار · فرنسا              |
| 90 kg   | J1    | أرثر كافالكانتي دا سيلفا · البرازيل | دانيال باول · بريطانيا العظمى | أولغ كريتول · مولدوفا            |
| +90 kg  | J1    | ويليانس سيلفا دي أراوجو · البرازيل  | أيون باسوك · مولدوفا          | جايسون غراندي · فرنسا            |
| +90 kg  | J1    | ويليانس سيلفا دي أراوجو · البرازيل  | أيون باسوك · مولدوفا          | إلهام زاكيف · أذربيجان           |
| 60 kg   | J2    | شيرزاد ناموزوف · أوزبكستان          | زوراب زورابيان · جورجيا       | إيشاك أولدكويدير · الجزائر       |
| 60 kg   | J2    | شيرزاد ناموزوف · أوزبكستان          | زوراب زورابيان · جورجيا       | دافيد خورافا · أوكرانيا          |
| 73 kg   | J2    | يوجيرو سيتو · اليابان               | جورجي كالداني · جورجيا        | أوشكون كورونباييف · أوزبكستان    |
| 73 kg   | J2    | يوجيرو سيتو · اليابان               | جورجي كالداني · جورجيا        | أوسفالداس بارينيكيس · ليتوانيا   |
| 90 kg   | J2    | أولكسندر نازارينكو · أوكرانيا       | هليوس ليتشومانيا · فرنسا      | مارسيلو كاسانوفا · البرازيل      |
| 90 kg   | J2    | أولكسندر نازارينكو · أوكرانيا       | هليوس ليتشومانيا · فرنسا      | داورخان كاروماتوف · أوزبكستان    |
| +90 kg  | J2    | إبراهيم بولوكباسي · تركيا           | ريفاز شيكودزي · جورجيا        | زهركاميرزا شوكربيكوف · كازاخستان |
| +90 kg  | J2    | إبراهيم بولوكباسي · تركيا           | ريفاز شيكودزي · جورجيا        | كريس سكالي · بريطانيا العظمى     |

### مسابقات النسائية
| الألعاب | الفئة | الذهبية                           | الفضية                               | البرونزية                           |
| ------- | ----- | --------------------------------- | ------------------------------------ | ----------------------------------- |
| 48 kg   | J1    | ناتاليا نيكولايتشيك · أوكرانيا    | شيزوكا هانغاي · اليابان              | روسكليد سيلفا دي أندرادي · البرازيل |
| 48 kg   | J1    | ناتاليا نيكولايتشيك · أوكرانيا    | شيزوكا هانغاي · اليابان              | إيجيم تاشين · تركيا                 |
| 57 kg   | J1    | شي ييجي · الصين                   | ماريا ليانا موتيا · الولايات المتحدة | أنجيلا هافريسيك · أوكرانيا          |
| 57 kg   | J1    | شي ييجي · الصين                   | ماريا ليانا موتيا · الولايات المتحدة | بولا غوميز · الأرجنتين              |
| 70 kg   | J1    | ليو لي (جودوكا) · الصين           | بريندا سوزا · البرازيل               | ثيودورا باسخاليدو · اليونان         |
| 70 kg   | J1    | ليو لي (جودوكا) · الصين           | بريندا سوزا · البرازيل               | نيكولينا بيرنهيم · السويد           |
| +70 kg  | J1    | أنستازيا هارنيك · أوكرانيا        | إيريكا زواغا · البرازيل              | ناظان أكين · تركيا                  |
| +70 kg  | J1    | أنستازيا هارنيك · أوكرانيا        | إيريكا زواغا · البرازيل              | كريستيلا غارسيا · الولايات المتحدة  |
| 48 kg   | J2    | أكمارال نواتبيك · كازاخستان       | ساندرين مارتينيه · فرنسا             | لي ليكينغ · الصين                   |
| 48 kg   | J2    | أكمارال نواتبيك · كازاخستان       | ساندرين مارتينيه · فرنسا             | تشاهيدة إكي · تركيا                 |
| 57 kg   | J2    | جونكو هيروسي · اليابان            | كوموشخان خوجاييفا · أوزبكستان        | دايانا فيدوسوفا · كازاخستان         |
| 57 kg   | J2    | جونكو هيروسي · اليابان            | كوموشخان خوجاييفا · أوزبكستان        | مارطا أرتس باينو · إسبانيا          |
| 70 kg   | J2    | ألان مارتينز مالدونادو · البرازيل | وانغ يوي (جودوكا) · الصين            | كازوسا أوغاوا · اليابان             |
| 70 kg   | J2    | ألان مارتينز مالدونادو · البرازيل | وانغ يوي (جودوكا) · الصين            | إينا كالداني · جورجيا               |
| +70 kg  | J2    | ريبيكا دي سوزا · البرازيل         | شيلا هيرنانديز إستوبينيان · كوبا     | وانغ هونغيو · الصين                 |
| +70 kg  | J2    | ريبيكا دي سوزا · البرازيل         | شيلا هيرنانديز إستوبينيان · كوبا     | زارينا رايفوفا · كازاخستان          |

## تجديف لذوي الاحتياجات الخاصة

### مسابقات الرجال
| الألعاب          | الفئة | الذهبية                        | الفضية                            | البرونزية                            |
| ---------------- | ----- | ------------------------------ | --------------------------------- | ------------------------------------ |
| الكاياك          | KL1   | بيتر بال كيس · المجر           | لويس كارلوس كاردوسو · البرازيل    | ريمي بول · فرنسا                     |
| الكاياك          | KL2   | كورتيس مكغرات · أستراليا       | دايفيد فيليبسون · بريطانيا العظمى | ميكولا سينيك · أوكرانيا              |
| الكاياك          | KL3   | إبراهيم قندوز · الجزائر        | ديلان ليتلهيلس · أستراليا         | ميكاياس إلياس رودريغيز · البرازيل    |
| التجديف التقليدي | VL2   | فرناندو روفينو · البرازيل      | إيغور توفاليني · البرازيل         | بليك هاكستون · الولايات المتحدة      |
| التجديف التقليدي | VL3   | فلاديسلاف ييبيفانوف · أوكرانيا | جاك إيرس · بريطانيا العظمى        | بيتر كوان (متسابق قوارب) · نيوزيلندا |

### المسابقات النسائية
| الألعاب          | الفئة | الذهبية                        | الفضية                        | البرونزية              |
| ---------------- | ----- | ------------------------------ | ----------------------------- | ---------------------- |
| الكاياك          | KL1   | كاترين وولرمان · تشيلي         | مارينا مازولا · أوكرانيا      | إيدينا مولر ‏ · ألمانيا |
| الكاياك          | KL2   | شارلوت هينشو · بريطانيا العظمى | إيما ويغز · بريطانيا العظمى   | أنغا أدلر ‏ · ألمانيا   |
| الكاياك          | KL3   | لورا ساجر · بريطانيا العظمى    | نيليا باربوسا · فرنسا         | فليسا لابيرر · ألمانيا |
| التجديف التقليدي | VL2   | إيما ويغز · بريطانيا العظمى    | بريانا هينيسي · كندا          | سوزان سيبل · أستراليا  |
| التجديف التقليدي | VL3   | شارلوت هينشو · بريطانيا العظمى | هوبي غوردون · بريطانيا العظمى | تشونغ يونغيوان · الصين |

## الترياثلون

### مسابقات الرجال
| الألعاب | الفئة | الذهبية                      | الفضية                         | البرونزية                   |
| ------- | ----- | ---------------------------- | ------------------------------ | --------------------------- |
| فردي    | PTWC  | جيتزي بلات · هولندا          | فلوريان برونغرايبر · النمسا    | غيرت شيبر · هولندا          |
| فردي    | PTS2  | جول ريبيستين · فرنسا         | محمد لهنا · الولايات المتحدة   | مارك بار · الولايات المتحدة |
| فردي    | PTS3  | دانييل مولينا · إسبانيا      | ماكس جيلهر · ألمانيا           | نيكو فان دير برغت · هولندا  |
| فردي    | PTS4  | ألكسيس هانكينكوانت · فرنسا   | كارسون كلوج · الولايات المتحدة | نيل ريو دافيتس · إسبانيا    |
| فردي    | PTS5  | كريس هامر · الولايات المتحدة | رونان كورديرو · البرازيل       | مارتن شولتز · ألمانيا       |
| فردي    | PTVI  | ديف إليس · بريطانيا العظمى   | تيبو ريغودو · فرنسا            | أنتوان بيرل · فرنسا         |

### المسابقات النسائية
| الألعاب | الفئة | الذهبية                      | الفضية                         | البرونزية                   |
| ------- | ----- | ---------------------------- | ------------------------------ | --------------------------- |
| فردي    | PTWC  | جيتزي بلات · هولندا          | فلوريان برونغرايبر · النمسا    | غيرت شيبر · هولندا          |
| فردي    | PTS2  | جول ريبيستين · فرنسا         | محمد لهنا · الولايات المتحدة   | مارك بار · الولايات المتحدة |
| فردي    | PTS3  | دانييل مولينا · إسبانيا      | ماكس جيلهر · ألمانيا           | نيكو فان دير برغت · هولندا  |
| فردي    | PTS4  | ألكسيس هانكينكوانت · فرنسا   | كارسون كلوج · الولايات المتحدة | نيل ريو دافيتس · إسبانيا    |
| فردي    | PTS5  | كريس هامر · الولايات المتحدة | رونان كورديرو · البرازيل       | مارتن شولتز · ألمانيا       |
| فردي    | PTVI  | ديف إليس · بريطانيا العظمى   | تيبو ريجودو · فرنسا            | أنتوان بيريل · فرنسا        |

## رفع الأثقال

### مسابقات الرجال
| الألعاب | الذهبية                      | الفضية                           | البرونزية                        |
| ------- | ---------------------------- | -------------------------------- | -------------------------------- |
| 49 kg   | عمر قرادة · الأردن           | عبد الله كايابينار · تركيا       | لي فانغ كونغ · فيتنام            |
| 54 kg   | ديفيد ديجتياريف · كازاخستان  | بابلو راميريز بارينتوس · كوبا    | يانغ جينغلانغ · الصين            |
| 59 kg   | محمد المنياوي · مصر          | تشي يونغ كاي · الصين             | محسن باختيار · إيران             |
| 65 kg   | زو يي · الصين                | مارك سوان · بريطانيا العظمى      | حسين بطير · الجزائر              |
| 72 kg   | بوني بونياو غاستين · ماليزيا | هو بينغ · الصين                  | دوناتو تيليسكا · إيطاليا         |
| 80 kg   | روح الله رستمي · إيران       | غو شياوفي · الصين                | رسول كاظم · العراق               |
| 88 kg   | يان بانبان · الصين           | محمد صبحي (رباع) · مصر           | يوري بابينيتس · أوكرانيا         |
| 97 kg   | عبد الكريم خطاب · الأردن     | يي جيشيونغ · الصين               | فابيو توريس · كولومبيا           |
| 107 kg  | علي أكبر غريب شاهي · إيران   | سودنومبيلجي إنكه بايار · منغوليا | خوسيه دي خيسوس كاستيلو · المكسيك |
| +107 kg | أحمد أمين زاده · إيران       | أنطون كريوكوف · أوكرانيا         | أككي جينتشارادزه · جورجيا        |

### المسابقات النسائية
| الألعاب | الذهبية                            | الفضية                       | البرونزية                         |
| ------- | ---------------------------------- | ---------------------------- | --------------------------------- |
| 41 kg   | تسوي زهي · الصين                   | إستير نوارغو · نيجيريا       | لارا أباريكيدا دي ليما · البرازيل |
| 45 kg   | غو لينغ لينغ · الصين               | زوي نيوسون · بريطانيا العظمى | نظمية مراتلي · تركيا              |
| 50 kg   | كلارا فوانتيس موناستيريو · فنزويلا | شياو جينبينغ · الصين         | أوليفيا بروم · بريطانيا العظمى    |
| 55 kg   | رحاب أحمد · مصر                    | بيسرا دوما · تركيا           | كامولبان كراراتبيت · تايلاند      |
| 61 kg   | أونيينيتشي مارك · نيجيريا          | تسوي جيانجين · الصين         | أماليا بيريز فازكيز · المكسيك     |
| 67 kg   | تان يوجياو · الصين                 | فاطمة عليان · مصر            | ماريا دي فاطمة كاسترو · البرازيل  |
| 73 kg   | ماريانا دي أندريا · البرازيل       | روزا كوزييفا · أوزبكستان     | سيبيل تشام · تركيا                |
| 79 kg   | هان مياويو · الصين                 | بوسي أومولايو · نيجيريا      | صفاء حسن · مصر                    |
| 86 kg   | تايانا ميديروس · البرازيل          | زنج فيفي · الصين             | ماريون سيرانو · تشيلي             |
| +86 kg  | فولاشاد أولوفافيميايو · نيجيريا    | دينغ شيويمي · الصين          | نادية علي (رافعة أثقال) · مصر     |

## التجديف
| الألعاب                | الفئة | الذهبية                                                                                      | الفضية                                                                                     | البرونزية                                                                            |
| ---------------------- | ----- | -------------------------------------------------------------------------------------------- | ------------------------------------------------------------------------------------------ | ------------------------------------------------------------------------------------ |
| تجديف فردي للرجال      | PR1   | بنيامين بريتشارد · بريطانيا العظمى                                                           | رومان بوليانسكي · أوكرانيا                                                                 | إريك هوري · أستراليا                                                                 |
| التجديف الفردي للسيدات | PR1   | ميران صامويل · إسرائيل                                                                       | بيرغيت سكارستين · النرويج                                                                  | ناتالي بنوا · فرنسا                                                                  |
| التجديف الزوجي المختلط | PR2   | بريطانيا العظمى · لورين رولز · غريغ ستيفنسون                                                 | الصين · ليو شوانغ · جيانغ جيجيان                                                           | إسرائيل · شاهار ميلفيلدر · صالح شاهين                                                |
| التجديف الزوجي المختلط | PR3   | أستراليا · نيكي آيرز · جد ألتسواجير                                                          | بريطانيا العظمى · سام موراي · آني كاديك                                                    | ألمانيا · يان هيلميتش · هيرمين كرمبين                                                |
| أربعة مع قائد مختلط    | PR3   | بريطانيا العظمى · فرانسيسكا ألين · غييدري راكاوسكايتي · جوش أوبراين · إد فولر · إيرين كينيدي | الولايات المتحدة · سكايلار دال · جما وولينشلايغر · أليكس فلين · بن واشبورن · إيملي إلدراشر | فرنسا · كانديس شافا · ريمي تارانتو · غريغوار بيراو · مارغوت بوال · إميلي أكويستاباكي |

## رِماية

### مسابقات الرجال
| الألعاب                   | الفئة | الذهبية                      | الفضية                    | البرونزية                     |
| ------------------------- | ----- | ---------------------------- | ------------------------- | ----------------------------- |
| بندقية هواء 10 متر وقوفًا  | SH1   | بارك جين-هو · كوريا الجنوبية | يركين غاباسوف · كازاخستان | مارتن بلاك يورغنسن · الدنمارك |
| بندقية 50 متر ثلاث وضعيات | SH1   | بارك جين-هو · كوريا الجنوبية | دونغ تشاو · الصين         | ماريك دوبروولسكي · بولندا     |
| مسدس هواء 10 متر          | SH1   | جو جيونغ-دو · كوريا الجنوبية | مانيش ناروال · الهند      | يانغ تشاو · الصين             |

### المسابقات النسائية
| الألعاب                   | الفئة | الذهبية                  | الفضية                          | البرونزية              |
| ------------------------- | ----- | ------------------------ | ------------------------------- | ---------------------- |
| بندقية هواء 10 متر        | SH1   | أفاني ليخارا · الهند     | لي يون-ري · كوريا الجنوبية      | مونا أغاروال · الهند   |
| بندقية 50 متر ثلاث وضعيات | SH1   | ناتاشا هيلتروب · ألمانيا | فيرونيكا فادوفيتشوفا · سلوفاكيا | تشانغ تسويبينغ · الصين |
| مسدس هواء 10 متر          | SH1   | سارة جوانمردي · إيران    | أيسيل أوزجان · تركيا            | روبينا فرانسيس · الهند |

### المسابقات المختلطة
| الألعاب                             | الفئة | الذهبية                          | الفضية                           | البرونزية                                |
| ----------------------------------- | ----- | -------------------------------- | -------------------------------- | ---------------------------------------- |
| بندقية هواء 10 متر بوضعية الاستلقاء | SH1   | فيرونيكا فادوفيتشوفا · سلوفاكيا  | رادوسلاف مالينوفسكي · سلوفاكيا   | حزقيال أنطونيو سافيدرا رينالدو · إسبانيا |
| بندقية 50 متر بوضعية الاستلقاء      | SH1   | ناتاشا هيلتروب · ألمانيا         | آنا نورمان · السويد              | جان لويس ميشو · فرنسا                    |
| مسدس 25 متر                         | SH1   | يانغ تشاو · الصين                | يان شياو غونغ · الولايات المتحدة | كيم جونغ نام · كوريا الجنوبية            |
| مسدس 50 متر                         | SH1   | يانغ تشاو · الصين                | سيرفر إبراقيموف · أوزبكستان      | دافيد فرانسيسكتي · إيطاليا               |
| بندقية هواء 10 متر بوضعية الوقوف    | SH2   | فرانشاك غورازد تيرشيك · سلوفينيا | تانغي دي لا فوريست · فرنسا       | سيو هون-تاي · كوريا الجنوبية             |
| بندقية 10 متر هواء بوضع الاستلقاء   | SH2   | تانغي دي لا فوريست · فرنسا       | ألكسندر غالغاني · البرازيل       | ميكا ميزوتا · اليابان                    |
| بندقية 50 متر بوضع الاستلقاء        | SH2   | دراغان ريستيتش · صربيا           | فلاديمير تشينتشاراولي · جورجيا   | تيم جيفري · بريطانيا العظمى              |

## الكرة الطائرة بوضعية الجلوس
| الألعاب        | الذهبية | الفضية | البرونزية |
| -------------- | --- | --- | --- |
| الفريق الرجالي | إيران · حميد رضا عباسي فشكي · مرتضى مهرزاد · ميسم علي بور · داود أليبورين · ميثم حجي بابائي موحد · محمد نعمتي · صادق بيكدلي · مجيد لشكرستانامي · حسين گلستاني · عيسى زيراهي · رمضان صالح حاجي كولائي · مهدي بابادي | البوسنة والهرسك · إسماعيل جودينياك · عدنان مانكو · ستيفان كرنوبورنيا · أرمين شهيد · أسم ميدي · مرزيت دوران · نظام جانشار · جهاد حمزيك · إدين دينو · صافت عليباشي · صباح الدين ديلاجيش · إيرمين يوسوفوفيتش | مصر · هشام الشويخ · محمد حمدي السداني · أشرف زغلول عبد العزيز · أحمد محمد سليمان خميس · أحمد محمد فضل · حسام مسعود · إلسيد موسى سعد موسى · عبد النبي حسن أحمد عبد اللطيف · زكريا عبدو · محمد أبو اليزيد · أحمد ذكري · مطاوع أبو الخير |
| الفريق النسائي | الولايات المتحدة · هيثر إريكسون · مونيك ماثيوز · ويتني دوستي · كاليو كاناهيل ماكلاي · لورا ويستبر · نيكي نيفيز · تيا إدواردز · بيثاني زومو · أليكسيس شيفلت · سيدني ساتشيل · كايتي هولواي بريدج · إيما شيك          | الصين · ليو هونغكين · تشاو ميليينغ · تشيو جونفي · تشانغ شوفاي · لي تينغ · هوانغ لو · وانغ يانان · تشانغ ليجون · سو ليموي · تانغ شيويمي · شو ييشياو · هو هويزي                                             | كندا · جولي كوزون · دانييل إليس · جينيفر أوكس · آن فيرغسون · جولان وونغ · سارة ميلينكا · هايدي بيترز · كاتلين رايت · فليسيا فوس-شفيق · جينيفر مكريش · أليسون لانغ                                                                     |

## السباحة

### مسابقات الرجال
| الألعاب                 | الفئة | الذهبية                                             | الفضية                                                | البرونزية                                              |
| ----------------------- | ----- | --------------------------------------------------- | ----------------------------------------------------- | ------------------------------------------------------ |
| 50 متر سباحة حرة        | S3    | أوموت أونلو · تركيا                                 | دينيس أستابشينكو · أوكرانيا                           | جوسيا توف · ألمانيا                                    |
| 50 متر سباحة حرة        | S4    | سيباستيان ماسابي · كندا                             | تاكايوكي سوزوكي · اليابان                             | أمي عمر داداون · إسرائيل                               |
| 50 متر سباحة حرة        | S5    | غو جينتشينغ · الصين                                 | يوان ويي · الصين                                      | وانغ ليشاو · الصين                                     |
| 50 متر سباحة حرة        | S7    | أندري ترسوف · أوكرانيا                              | كارلوس سيرانو زاراتي · كولومبيا                       | ييجور إيفروسينين · الرياضيون البارالمبيون المحايدين    |
| 50 متر سباحة حرة        | S9    | سيموني بارلاام · إيطاليا                            | دينيس تاراسوف · الرياضيون البارالمبيون المحايدين      | فريدريك سولبرغ · النرويج                               |
| 50 متر سباحة حرة        | S10   | توماس غالاغر · أستراليا                             | فيليبي رودريغيز · البرازيل                            | روان كراذرز · أستراليا                                 |
| 50 متر سباحة حرة        | S11   | كييشي كيمورا · اليابان                              | هوا دونغدونغ · الصين                                  | لم تُمنح الميدالية (لأن هناك تعادل في الميدالية الفضية) |
| 50 متر سباحة حرة        | S11   | كييشي كيمورا · اليابان                              | ويندل بيلارمينو · البرازيل                            | لم تُمنح الميدالية (لأن هناك تعادل في الميدالية الفضية) |
| 50 متر سباحة حرة        | S13   | إيهار بوكي · الرياضيون البارالمبيون المحايدين       | إيليا ياريمينكو · أوكرانيا                            | أوليكسي فيرخينكو · أوكرانيا                            |
| 100 متر سباحة حرة       | S4    | أمي عمر داداون · إسرائيل                            | تاكايوكي سوزوكي · اليابان                             | أنجل دي خيسوس كاماتشو راميريز · المكسيك                |
| 100 متر سباحة حرة       | S5    | أولكسندر كوماروف · أوكرانيا                         | غو جينتشينغ · الصين                                   | كيريل بولفر · الرياضيون البارالمبيون المحايدين         |
| 100 متر سباحة حرة       | S6    | أنطونيو فانتين · إيطاليا                            | تاليسون غلوك · البرازيل                               | لوران شاردار · فرنسا                                   |
| 100 متر سباحة حرة       | S8    | كالوم سيمبسون · أستراليا                            | نوح جافي · الولايات المتحدة                           | ألبرتو أموديو · إيطاليا                                |
| 100 متر سباحة حرة       | S10   | ستيفانو رايموندي · إيطاليا                          | روان كراذرز · أستراليا                                | توماس غالاغر · أستراليا                                |
| 100 متر سباحة حرة       | S12   | ياروسلاف دينيسينكو · أوكرانيا                       | ماكسيم فيراكس · أوكرانيا                              | رامان سالاي · أذربيجان                                 |
| 200 متر سباحة حرة       | S2    | غابرييل أراوجو · البرازيل                           | فلاديمير دانيلينكو · الرياضيون البارالمبيون المحايدين | ألبرتو أبارزا · تشيلي                                  |
| 200 متر سباحة حرة       | S3    | أوموت أونلو · تركيا                                 | دينيس أستابشينكو · أوكرانيا                           | سيرهي بالامارشوك · أوكرانيا                            |
| 200 متر سباحة حرة       | S4    | أمي عمر داداون · إسرائيل                            | رومان زهدانوف · الرياضيون البارالمبيون المحايدين      | تاكايوكي سوزوكي · اليابان                              |
| 200 متر سباحة حرة       | S5    | فرانشيسكو بوكاردو · إيطاليا                         | كيريل بولفر · الرياضيون البارالمبيون المحايدين        | أولكسندر كوماروف · أوكرانيا                            |
| 200 متر سباحة حرة       | S14   | ويليام إيلارد · بريطانيا العظمى                     | نيكولاس بينيت · كندا                                  | جاك إيرلاند · أستراليا                                 |
| 400 متر سباحة حرة       | S6    | تاليسون غلوك · البرازيل                             | أنطونيو فانتين · إيطاليا                              | خيسوس ألبرتو غوتييريز · المكسيك                        |
| 400 متر سباحة حرة       | S7    | فيديريكو بيشيلي · إيطاليا                           | أندري ترسوف · أوكرانيا                                | إينياكي باسيلاف · الأرجنتين                            |
| 400 متر سباحة حرة       | S8    | ألبرتو أموديو · إيطاليا                             | ريد ماكزويل · كندا                                    | أندري نيكولايف · الرياضيون البارالمبيون المحايدين      |
| 400 متر سباحة حرة       | S9    | أوغو ديديه · فرنسا                                  | سيموني بارلاام · إيطاليا                              | بريندن هول · أستراليا                                  |
| 400 متر سباحة حرة       | S11   | داود كراتوشفيل · جمهورية التشيك                     | روجيه دورسمان · هولندا                                | أوتشو توميتا · اليابان                                 |
| 400 متر سباحة حرة       | S13   | إيهر بوك · الرياضيون البارالمبيون المحايدين         | أليكس بورتال · فرنسا                                  | كيليان بورتال · فرنسا                                  |
| 50 متر سباحة على الظهر  | S1    | كاميل أوتوسكي · بولندا                              | فرانشيسكو بيتيلا · إيطاليا                            | أنتون كول · أوكرانيا                                   |
| 50 متر سباحة على الظهر  | S2    | غابرييل أراوجو · البرازيل                           | فلاديمير دانيلينكو · الرياضيون البارالمبيون المحايدين | ألبرتو أبارزا · تشيلي                                  |
| 50 متر سباحة على الظهر  | S3    | دينيس أستابشينكو · أوكرانيا                         | جوسيا توبف · ألمانيا                                  | سيرهي بالامارشوك · أوكرانيا                            |
| 50 متر سباحة على الظهر  | S4    | رومان زهدانوف · الرياضيون البارالمبيون المحايدين    | أنجل دي خيسوس كاماتشو راميريز · المكسيك               | أرنوست بيتراتشيك · جمهورية التشيك                      |
| 50 متر سباحة على الظهر  | S5    | يوان ويي · الصين                                    | غو جينتشينغ · الصين                                   | وانغ ليشاو · الصين                                     |
| 100 متر سباحة على الظهر | S1    | كاميل أوتوسكي · بولندا                              | أنتون كول · أوكرانيا                                  | فرانشيسكو بيتيلا · إيطاليا                             |
| 100 متر سباحة على الظهر | S2    | غابرييل أراوجو · البرازيل                           | فلاديمير دانيلينكو · الرياضيون البارالمبيون المحايدين | ألبرتو أبارزا · تشيلي                                  |
| 100 متر سباحة على الظهر | S6    | يانغ هونغ · الصين                                   | وانغ جينغانغ · الصين                                  | دينو سينوفيتش · كرواتيا                                |
| 100 متر سباحة على الظهر | S7    | يورى شنهور · أوكرانيا                               | أندري ترسوف · أوكرانيا                                | فيديريكو بيشيلي · إيطاليا                              |
| 100 متر سباحة على الظهر | S8    | إينيغو لويبيس سانز · إسبانيا                        | كوتا كوبوتا · اليابان                                 | مارك ماليار · إسرائيل                                  |
| 100 متر سباحة على الظهر | S9    | ياهور شتشالنكاو · الرياضيون البارالمبيون المحايدين  | أوغو ديديه · فرنسا                                    | بودان موزغوفوي · الرياضيون البارالمبيون المحايدين      |
| 100 متر سباحة على الظهر | S10   | أوليفييه فان دي فورت · هولندا                       | ستيفانو رايموندي · إيطاليا                            | توماس غالاغر · أستراليا                                |
| 100 متر سباحة على الظهر | S11   | ميخايلو سيربين · أوكرانيا                           | داود كراتوشفيل · جمهورية التشيك                       | دانييلو تشوفاروف · أوكرانيا                            |
| 100 متر سباحة على الظهر | S12   | ستيفن كليغ · بريطانيا العظمى                        | رامان سالي · أذربيجان                                 | ياروسلاف دينيسنكو · أوكرانيا                           |
| 100 متر سباحة على الظهر | S13   | إيهر بوك · الرياضيون البارالمبيون المحايدين         | فلاديمير سوتنيكوف · الرياضيون البارالمبيون المحايدين  | أليكس بورتال · فرنسا                                   |
| 100 متر سباحة على الظهر | S14   | بنيامين هانس · أستراليا                             | غابرييل بانديرا · البرازيل                            | مارك تومبست · بريطانيا العظمى                          |
| 50 متر سباحة صدر        | SB2   | أرنولفو كاستورينا · المكسيك                         | إسماعيل بارلوف · البوسنة والهرسك                      | غرانت باترسون · أستراليا                               |
| 50 متر سباحة صدر        | SB3   | تاكيوكي سوزوكي · اليابان                            | إيفريم موريلي · إيطاليا                               | ميغيل لوكي · إسبانيا                                   |
| 100 متر سباحة صدر       | SB4   | ديمتري تشيرنيايف · الرياضيون البارالمبيون المحايدين | أنتونيوس تساباكاتيس · اليونان                         | مانويل ماتييو بورتوزو · إيطاليا                        |
| 100 متر سباحة صدر       | SB5   | ليو مكري · سويسرا                                   | أنتوني بونس برتران · إسبانيا                          | دانييلو سيمينيكين · أوكرانيا                           |
| 100 متر سباحة صدر       | SB6   | يانغ هونغ · الصين                                   | نيلسون كريسبين · كولومبيا                             | يفغيني بوغودايكو · أوكرانيا                            |
| 100 متر سباحة صدر       | SB8   | أندريه كالينا · الرياضيون البارالمبيون المحايدين    | يانغ قوانغلونغ · الصين                                | كارلوس سيرانو زاراتي · كولومبيا                        |
| 100 متر سباحة صدر       | SB9   | ستيفانو رايموندي · إيطاليا                          | هيكتور ديناير · فرنسا                                 | موريس ويتكام · ألمانيا                                 |
| 100 متر سباحة صدر       | SB11  | روجيه دورسمان · هولندا                              | يانغ بوزون · الصين                                    | دانييلو تشوفاروف · أوكرانيا                            |
| 100 متر سباحة صدر       | SB13  | تاليسو إنجل · ألمانيا                               | نوردولت زهوماجالي · كازاخستان                         | والي إسرافيلوف · أذربيجان                              |
| 100 متر سباحة صدر       | SB14  | نيكولاس بينيت · كندا                                | جيك ميشيل · أستراليا                                  | ناوهيد ياماغوتشي · اليابان                             |
| سباحة الفراشة 50 متر    | S5    | غو جين تشينغ · الصين                                | يوان ويي · الصين                                      | وانغ لي تشاو · الصين                                   |
| سباحة الفراشة 50 متر    | S6    | وانغ جينغانغ · الصين                                | نيلسون كريسبين · كولومبيا                             | لوران شاردار · فرنسا                                   |
| سباحة الفراشة 50 متر    | S7    | أندريه ترسوف · أوكرانيا                             | كارلوس سيرانو زاراتي · كولومبيا                       | يغر إيفروسينين · الرياضيون البارالمبيون المحايدين      |
| سباحة الفراشة 100 متر   | S8    | ألبرتو أمدو · إيطاليا                               | وو هونغ ليانغ · الصين                                 | يانغ جوانغ لونغ · الصين                                |
| سباحة الفراشة 100 متر   | S9    | سيمون بارلاام · إيطاليا                             | تيموثي هودج · أستراليا                                | لويس بيشوب · أستراليا                                  |
| سباحة الفراشة 100 متر   | S10   | ستيفانو رايموندي · إيطاليا                          | إيهور نيمتشينكو · أوكرانيا                            | أليكس سافي · أستراليا                                  |
| سباحة الفراشة 100 متر   | S11   | كييشي كيمورا · اليابان                              | دانييلو تشوفاروف · أوكرانيا                           | أوتشو توميتا · اليابان                                 |
| سباحة الفراشة 100 متر   | S12   | ستيفن كليغ · بريطانيا العظمى                        | دزميتري سالاي · الرياضيون البارالمبيون المحايدين      | رامان سالاي · أذربيجان                                 |
| سباحة الفراشة 100 متر   | S13   | إيهر بوكي · الرياضيون البارالمبيون المحايدين        | أليكس بورتال · فرنسا                                  | إنريكي خوسيه ألهامبرا مولار · إسبانيا                  |
| سباحة الفراشة 100 متر   | S14   | ألكسندر هيلهاوس · الدنمارك                          | ويليام إيلارد · بريطانيا العظمى                       | غابرييل بانديرا · البرازيل                             |
| 150 متر سباق فردي مختلط | SM3   | جوسيا توبف · ألمانيا                                | أحمد كيلي · أستراليا                                  | غرانت باترسون · أستراليا                               |
| 150 متر سباق فردي مختلط | SM4   | رومان زدانوف · الرياضيون البارالمبيون المحايدين     | أمي أومر داداون · إسرائيل                             | أنجيل دي خيسوس كاماتشو راميريز · المكسيك               |
| 200 متر سباق فردي مختلط | SM6   | يانغ هونغ · الصين                                   | نيلسون كريسبين · كولومبيا                             | تاليسون غلوك · البرازيل                                |
| 200 متر سباق فردي مختلط | SM7   | إينياكي باسيلاوف · الأرجنتين                        | أندري ترسوف · أوكرانيا                                | إيفهيني بوغودايكو · أوكرانيا                           |
| 200 متر سباق فردي مختلط | SM8   | شو هايجياو · الصين                                  | يانغ غوانغلونغ · الصين                                | دييغو كانسيلا · البرتغال                               |
| 200 متر سباق فردي مختلط | SM9   | تيموثي هودج · أستراليا                              | أوغو ديدييه · فرنسا                                   | هيكتور ديناير · فرنسا                                  |
| 200 متر سباق فردي مختلط | SM10  | ستيفانو رايموندي · إيطاليا                          | كول بيرس · أستراليا                                   | إيهر نيمتشينكو · أوكرانيا                              |
| 200 متر سباق فردي مختلط | SM11  | روجيه دورسمان · هولندا                              | دانييلو تشوفاروف · أوكرانيا                           | ديفيد كراتوشفيل · جمهورية التشيك                       |
| 200 متر سباق فردي مختلط | SM13  | إيهر بوكي · الرياضيون البارالمبيون المحايدين        | أليكس بورتال · فرنسا                                  | فلاديمير سوطنكوف · الرياضيون البارالمبيون المحايدين    |
| 200 متر سباق فردي مختلط | SM14  | نيكولاس بينيت · كندا                                | رايس داربي · بريطانيا العظمى                          | ريكي بيتار · أستراليا                                  |

### المسابقات النسائية
| الألعاب               | الفئة | الذهبية                                             | الفضية                                           | البرونزية                                             |
| --------------------- | ----- | --------------------------------------------------- | ------------------------------------------------ | ----------------------------------------------------- |
| سباحة حرة 50 متر      | S4    | ليان سميث · الولايات المتحدة                        | تانجا شولتز · ألمانيا                            | راشيل واتسون · أستراليا                               |
| سباحة حرة 50 متر      | S6    | جيانغ يويان · الصين                                 | إليزابيث ماركس · الولايات المتحدة                | آنا هونتار · أوكرانيا                                 |
| سباحة حرة 50 متر      | S8    | أليس تاي · بريطانيا العظمى                          | سيسيليا جيرونيمو · البرازيل                      | فيكتوريا إيششولوفا · الرياضيون البارالمبيون المحايدين |
| سباحة حرة 50 متر      | S10   | تشين يي · الصين                                     | كريستي رايلي-كروسلي · الولايات المتحدة           | أوريلية ريفار · كندا                                  |
| سباحة حرة 50 متر      | S11   | ما جيا · الصين                                      | كارولينا بيليندريتو · قبرص                       | مارينا بيدوبنا · أوكرانيا                             |
| سباحة حرة 50 متر      | S13   | ماريا كارولينا غوميز سانتياجو · البرازيل            | جيا بيرغوليني · الولايات المتحدة                 | كارلوتا جيلي · إيطاليا                                |
| سباحة حرة 100 متر     | S3    | ليان سميث · الولايات المتحدة                        | مارطا فرنانديز إنفانتي · إسبانيا                 | راشيل واتسون · أستراليا                               |
| سباحة حرة 100 متر     | S5    | تولي كيرني · بريطانيا العظمى                        | إيرينا بويدا · أوكرانيا                          | مونيكا بوجيوني · إيطاليا                              |
| سباحة حرة 100 متر     | S7    | جيانغ يويان · الصين                                 | مورغان ستيكني · الولايات المتحدة                 | جوليا تيرزي · إيطاليا                                 |
| سباحة حرة 100 متر     | S9    | أليكسا ليري · أستراليا                              | كريستي رايلي-كروسلي · الولايات المتحدة           | مارينا ريبيرو · البرازيل                              |
| سباحة حرة 100 متر     | S10   | إميلين بيير · فرنسا                                 | أوريل ريفار · كندا                               | أليسا سكورتشيني · إيطاليا                             |
| سباحة حرة 100 متر     | S11   | داريا لوكيانينكو · الرياضيون البارالمبيون المحايدين | ليزيت بويرينسما · هولندا                         | تشانغ شياوتونغ · الصين                                |
| سباحة حرة 100 متر     | S12   | كارول سانتياغو · البرازيل                           | آنا ستيتسينكو · أوكرانيا                         | أيا نو تسوجيؤوتشي · اليابان                           |
| سباحة حرة 200 متر     | S5    | تالي كيرني · بريطانيا العظمى                        | إيرينا بيد · أوكرانيا                            | مونيكا بوغوني · إيطاليا                               |
| سباحة حرة 200 متر     | S14   | فاليريا شابالينا · الرياضيون البارالمبيون المحايدين | بوبي ماسكيل · بريطانيا العظمى                    | لويز فيدز · بريطانيا العظمى                           |
| سباحة حرة 400 متر     | S6    | جيانغ يويان · الصين                                 | نورا ميستر · سويسرا                              | مايزي سامرز-نيوتن · بريطانيا العظمى                   |
| سباحة حرة 400 متر     | S7    | مورغان ستكني · الولايات المتحدة                     | ماكنزي كوان · الولايات المتحدة                   | جوليا تيرزي · إيطاليا                                 |
| سباحة حرة 400 متر     | S8    | جيسيكا لونغ · الولايات المتحدة                      | أليس تاي · بريطانيا العظمى                       | كزينا فرانشيسكا بالازو · إيطاليا                      |
| سباحة حرة 400 متر     | S9    | زسوفيا كونكولي · المجر                              | لاكيشا باترسون · أستراليا                        | فيتوريا بيانكو · إيطاليا                              |
| سباحة حرة 400 متر     | S10   | أوريلي ريفارد · كندا                                | ألكسندرا ترويت · الولايات المتحدة                | بيانكا باب · المجر                                    |
| سباحة حرة 400 متر     | S11   | ليزيت بروينسما · هولندا                             | زهانغ شياوتونغ · الصين                           | داريا لوكيانينكو · الرياضيون البارالمبيون المحايدين   |
| سباحة حرة 400 متر     | S13   | أوليفيا تشامبرز · الولايات المتحدة                  | كارلوتا جيلي · إيطاليا                           | آنا ستتسينكو · أوكرانيا                               |
| سباحة الظهر 50 متر    | S2    | يب بن شيو · سنغافورة                                | هايدي أسيباس · المكسيك                           | تريزا بيراليس · إسبانيا                               |
| سباحة الظهر 50 متر    | S3    | إيلي تشاليس · بريطانيا العظمى                       | زوية شتشوروفا · الرياضيون البارالمبيون المحايدين | مارطا فرنانديز إنفانتي · إسبانيا                      |
| سباحة الظهر 50 متر    | S4    | ألكسندرا ستاماتوبولو · اليونان                      | ماريانا غابرييل · الأرجنتين                      | إليزا فرنانديز · الولايات المتحدة                     |
| سباحة الظهر 50 متر    | S5    | أنغلا شيك · المجر                                   | مارغريت توماس · الولايات المتحدة                 | دانييل بوزو · إسبانيا                                 |
| سباحة الظهر 100 متر   | S6    | جيانغ يويان · الصين                                 | فلوار بوجان · الولايات المتحدة                   | فكرت سافيل · تركيا                                    |
| سباحة الظهر 100 متر   | S7    | أوريل ريفارد · كندا                                 | كزينا فرانشيسكا بالازو · إيطاليا                 | مايزي سامرز-نيوتن · بريطانيا العظمى                   |
| سباحة الظهر 100 متر   | S8    | تارا ماكنمارا · أستراليا                            | فيدييا إنغرا · الهند                             | مايزي باربوري · نيوزيلندا                             |
| سباحة الظهر 100 متر   | S9    | كريس سيتسومو · الولايات المتحدة                     | جين فرناشوك · بريطانيا العظمى                    | جايا كيوفوري · أستراليا                               |
| سباحة الظهر 100 متر   | S10   | إيمي فريمان · كندا                                  | جنا هود · الولايات المتحدة                       | إميلي بلومفيلد · أستراليا                             |
| سباحة الظهر 100 متر   | S11   | زهانغ شياوتونغ · الصين                              | دانييل جاستون · الولايات المتحدة                 | فورد كاساداج · أستراليا                               |
| سباحة الفراشة 50 متر  | S7    | أوريل ريفارد · كندا                                 | مايزي سامرز-نيوتن · بريطانيا العظمى              | فيديويا إنغرا · الهند                                 |
| سباحة الفراشة 50 متر  | S8    | جيا تسانغ · الصين                                   | أليس تاي · بريطانيا العظمى                       | ليندا ريكي · ألمانيا                                  |
| سباحة الفراشة 50 متر  | S9    | ماريانا غابرييل · الأرجنتين                         | زسوفيا كونكولي · المجر                           | تاتيانا كارفيل · الولايات المتحدة                     |
| سباحة الفراشة 50 متر  | S10   | سيفيلا وولسون · الولايات المتحدة                    | إيميلي دريسل · أستراليا                          | فيبي زوه · الولايات المتحدة                           |
| سباحة الفراشة 50 متر  | S11   | ما جيا · الصين                                      | أليسا هوسون · الولايات المتحدة                   | دانييل جاستون · الولايات المتحدة                      |
| سباحة الفراشة 50 متر  | S13   | جو هانسون · الولايات المتحدة                        | كارول سانتياغو · البرازيل                        | آنا ستتسينكو · أوكرانيا                               |
| سباحة الفراشة 100 متر | S8    | أوريل ريفارد · كندا                                 | مايزي سامرز-نيوتن · بريطانيا العظمى              | فيديويا إنغرا · الهند                                 |
| سباحة الفراشة 100 متر | S9    | جيا تسانغ · الصين                                   | أليس تاي · بريطانيا العظمى                       | ليندا ريكي · ألمانيا                                  |
| سباحة الفراشة 100 متر | S10   | ماريانا غابرييل · الأرجنتين                         | زسوفيا كونكولي · المجر                           | تاتيانا كارفيل · الولايات المتحدة                     |
| سباحة الفراشة 100 متر | S11   | سيفيلا وولسون · الولايات المتحدة                    | إيميلي دريسل · أستراليا                          | فيبي زوه · الولايات المتحدة                           |

### المسابقات المختلطة
| الألعاب           | الفئة         | الذهبية | الفضية                                                                             | البرونزية |
| ----------------- | ------------- | --- | ---------------------------------------------------------------------------------- | --- |
| 4 × 50 متر تتابع  | حرة 20 نقطة   | الصين · بينغ تشيوبينغ · يوان ويي · جيانغ يويان · قوه جينشينغ · وانغ ليشاو · هي شينغقو · لو دونغ             | الولايات المتحدة · عباس كريمي · إليزابيث ماركس · زاكاري شاتوك · ليان سميث          | البرازيل · تاليسون غلوك · باتريشيا بيريرا · ليديا فييرا دا كروز · دانيال زافيير · صامويل دا سيلفا                             |
| 4 × 50 متر تتابع  | مختلط 20 نقطة | الصين · زوه ليانكانغ · وانغ جينغانغ · جيانغ يويان · قوه جينشينغ · وانغ ليشاو · زانغ لي · لو دونغ · ياو قوان | الولايات المتحدة · عباس كريمي · إليزابيث ماركس · مورغان راي · ليان سميث            | أوكرانيا · دينيس أوستابشينكو · آنا هونتار · ياروسلاف سيمينينكو · فيرونيكا كورزوفا · أولكسندر كوماروف · إيرينا بوييدا          |
| 4 × 100 متر تتابع | حرة S14       | بريطانيا العظمى · ويليام إيلارد · رايس داربي · بوبى ماسكيل · أوليفيا نيومان-بارونيوس                        | أستراليا · جاك أيرلاند · مادلين مكترنان · روبي ستورم · بنجامين هانس                | البرازيل · أرثر زافيير · غابرييل باندييرا · بياتريس بورغيس كارنييرو · آنا كارولينا سوارس                                      |
| 4 × 100 متر تتابع | حرة 49 نقطة   | أوكرانيا · مارينا بيدوبنا · أوليكسي فيرتشينكو · آنا ستيتسينكو · ياروسلاف دينيسنكو                           | البرازيل · ماثيوس رين · دوغلاس ماتيرا · لوسيلين سوزا · كارول سانتياغو              | إسبانيا · خوزيه رامون كانتيرو إلفيرا · ماريا ديلغادو نادال · إيما فيليو مارتين · إنريكي خوسيه ألهامبرا مولار                  |
| 4 × 100 متر تتابع | حرة 34 نقطة   | إيطاليا · ستيفانو رايموندي · جوليا تيرزي · كزانية فرانشيسكا بالازو · سيموني بارلام                          | أستراليا · أليكسا ليري · كالوم سيمبسون · كلو أوزبورن · روان كراذرز                 | الولايات المتحدة · ماثيو توريس · نوح جاف · ناتالي سيمز · كريستي رايلي-كروسلي                                                  |
| 4 × 100 متر تتابع | مختلط 34 نقطة | أستراليا · جيسي أونغلس · تيموثي هودج · إميلي بيكروفت · أليكسا ليري · كيرا ستيفنز · كالوم سيمبسون            | هولندا · أوليفييه فان دي فورت · شانتال زيديرفيلد · فلوريان بولتي · ثيس فان هوفويجن | إسبانيا · نوريا ماركيس · أوسكار سالغيرو غاليستيو · إينيغو لويبيس سانز · سراي غاسكون · أناستاسيا دميترييف · خوسيه أنطونيو ماري |

## كرة الطاولة

### مسابقات الرجال
| الألعاب | الفئة | الذهبية                                    | الفضية                                               | البرونزية                                     |
| ------- | ----- | ------------------------------------------ | ---------------------------------------------------- | --------------------------------------------- |
| فردي    | MS1   | يونير فيرنانديز · كوبا                     | روبرت ديفيز · بريطانيا العظمى                        | فيديريكو فالكو · إيطاليا                      |
| فردي    | MS1   | يونير فيرنانديز · كوبا                     | روبرت ديفيز · بريطانيا العظمى                        | أندريه مايور · المجر                          |
| فردي    | MS2   | رافال تشوبر · بولندا                       | ييري سوشانيك · جمهورية التشيك                        | فابيان لاميرولت · فرنسا                       |
| فردي    | MS2   | رافال تشوبر · بولندا                       | ييري سوشانيك · جمهورية التشيك                        | تشا سو-يونغ · كوريا الجنوبية                  |
| فردي    | MS3   | فنغ بانفنج · الصين                         | توماس شمدبرغر · ألمانيا                              | يوتاك غلينبانشون · تايلاند                    |
| فردي    | MS3   | فنغ بانفنج · الصين                         | توماس شمدبرغر · ألمانيا                              | جانغ يونغ-جين · كوريا الجنوبية                |
| فردي    | MS4   | كيم يونغ-غون · كوريا الجنوبية              | وانشاي شايوت · تايلاند                               | كيم جونغ-غيل · كوريا الجنوبية                 |
| فردي    | MS4   | كيم يونغ-غون · كوريا الجنوبية              | وانشاي شايوت · تايلاند                               | إيسو أكونكلي · نيجيريا                        |
| فردي    | MS5   | تومي أورهاوغ · النرويج                     | تشنغ مينغ-تشي · تايبيه الصينية                       | علي أوزتورك · تركيا                           |
| فردي    | MS5   | تومي أورهاوغ · النرويج                     | تشنغ مينغ-تشي · تايبيه الصينية                       | ميتر باليكوكا · صربيا                         |
| فردي    | MS6   | ماتيو بارينزان · إيطاليا                   | رونغروج ثاينيوم · تايلاند                            | بيتر روزنميير · الدنمارك                      |
| فردي    | MS6   | ماتيو بارينزان · إيطاليا                   | رونغروج ثاينيوم · تايلاند                            | إيان سيدينفيلد · الولايات المتحدة             |
| فردي    | MS7   | يان شواو · الصين                           | ويل بايلي · بريطانيا العظمى                          | جان بول مونتانوس · هولندا                     |
| فردي    | MS7   | يان شواو · الصين                           | ويل بايلي · بريطانيا العظمى                          | تشاليرمبونغ بونبو · تايلاند                   |
| فردي    | MS8   | فيكتور ديدوك · أوكرانيا                    | تشاو شواي · الصين                                    | ماكسيم نيكولينكو · أوكرانيا                   |
| فردي    | MS8   | فيكتور ديدوك · أوكرانيا                    | تشاو شواي · الصين                                    | فيسيت وانغفونغباثاناسيري · تايلاند            |
| فردي    | MS9   | لورنس ديفوس · بلجيكا                       | لوكاس ديديي · فرنسا                                  | أندر سيباس · إسبانيا                          |
| فردي    | MS9   | لورنس ديفوس · بلجيكا                       | لوكاس ديديي · فرنسا                                  | ما لين · أستراليا                             |
| فردي    | MS10  | باتريك تشويونسكي · بولندا                  | ليان هاو · الصين                                     | فيليب رادوفيتش · الجبل الأسود                 |
| فردي    | MS10  | باتريك تشويونسكي · بولندا                  | ليان هاو · الصين                                     | ماتيو بوهياس · فرنسا                          |
| فردي    | MS11  | كيم جي-تاي · كوريا الجنوبية                | تشنغ بو-ين · تايبيه الصينية                          | صموييل فون إينم · أستراليا                    |
| فردي    | MS11  | كيم جي-تاي · كوريا الجنوبية                | تشنغ بو-ين · تايبيه الصينية                          | بيتر بالوش · المجر                            |
| زوجي    | MD4   | سلوفاكيا · بيتر لوفاس · يان رياپوش         | كوريا الجنوبية · جانغ يونغ-جين · بارك سونغ-جو        | فرنسا · فابيان لاميرولت · جوليان ميشود        |
| زوجي    | MD4   | سلوفاكيا · بيتر لوفاس · يان رياپوش         | كوريا الجنوبية · جانغ يونغ-جين · بارك سونغ-جو        | كوريا الجنوبية · تشا سو-يونغ · بارك جين-تشول  |
| زوجي    | MD8   | الصين · كاو نينغنينغ · فنغ بانفنغ          | ألمانيا · فالنتين باوس · توماس شميتبرغر              | تايلاند · وانشاي شايوت · يودتاك غلينبانشون    |
| زوجي    | MD8   | الصين · كاو نينغنينغ · فنغ بانفنغ          | ألمانيا · فالنتين باوس · توماس شميتبرغر              | تركيا · عبد الله أوزتورك · نيسيم توران        |
| زوجي    | MD14  | الصين · لياو كيلي · يان شواو               | تايلاند · فيسيت وانغفونغباثاناسيري · رونغروج ثاينيوم | بريطانيا العظمى · بول كاراباردك · بيلي شيلتون |
| زوجي    | MD14  | الصين · لياو كيلي · يان شواو               | تايلاند · فيسيت وانغفونغباثاناسيري · رونغروج ثاينيوم | فرنسا · إستيبان هيرولت · كلمنت بيرتييه        |
| زوجي    | MD18  | بولندا · بيوتر غرودزيين · باتريك تشويونسكي | الصين · تشاو يي تشينغ · ليو تشاودونغ                 | الصين · ليان هاو · تشاو شواي                  |
| زوجي    | MD18  | بولندا · بيوتر غرودزيين · باتريك تشويونسكي | الصين · تشاو يي تشينغ · ليو تشاودونغ                 | البرازيل · كلوديو ماساد · لويس مانارا         |

### المسابقات النسائية
| الألعاب | الفئة                     | الذهبية                            | الفضية                                             | البرونزية                                              |
| ------- | ------------------------- | ---------------------------------- | -------------------------------------------------- | ------------------------------------------------------ |
| الفردي  | WS1–2                     | غيادا روسي · إيطاليا               | ليو جينغ · الصين                                   | دوروتا بوكلو · بولندا                                  |
| الفردي  | WS1–2                     | غيادا روسي · إيطاليا               | ليو جينغ · الصين                                   | سيو سو-يون · كوريا الجنوبية                            |
| الفردي  | WS3                       | أنجيلا موزينيك · كرواتيا           | يون جي-يو · كوريا الجنوبية                         | كارلوتا راجازيني · إيطاليا                             |
| الفردي  | WS3                       | أنجيلا موزينيك · كرواتيا           | يون جي-يو · كوريا الجنوبية                         | شوي جوان · الصين                                       |
| الفردي  | WS4                       | ساندرا ميكولاشيك · ألمانيا         | بوريصلافا بيريć · صربيا                            | تشو يينغ · الصين                                       |
| الفردي  | WS4                       | ساندرا ميكولاشيك · ألمانيا         | بوريصلافا بيريć · صربيا                            | غو شياودان · الصين                                     |
| الفردي  | WS5                       | تشانغ بيان · الصين                 | بان جيامين · الصين                                 | مون سونغ-هي · كوريا الجنوبية                           |
| الفردي  | WS5                       | تشانغ بيان · الصين                 | بان جيامين · الصين                                 | جونغ يونغ-آ · كوريا الجنوبية                           |
| الفردي  | WS6                       | نجلة عماد · العراق                 | مارينا ليتوفشينكو · أوكرانيا                       | كامليا سيريبان · رومانيا                               |
| الفردي  | WS6                       | نجلة عماد · العراق                 | مارينا ليتوفشينكو · أوكرانيا                       | مالياك ألييفا ‏ · الرياضيون البارالمبيون المحايدين      |
| الفردي  | WS7                       | كيلي فان زون · هولندا              | كوبرا كوكوت · تركيا                                | بلاي توومي · بريطانيا العظمى                           |
| الفردي  | WS7                       | كيلي فان زون · هولندا              | كوبرا كوكوت · تركيا                                | وانغ روي · الصين                                       |
| الفردي  | WS8                       | هوانغ ون جوان · الصين              | أيدا داهلين · النرويج                              | يوليان وولف · ألمانيا                                  |
| الفردي  | WS8                       | هوانغ ون جوان · الصين              | أيدا داهلين · النرويج                              | فلورنسيا بيريز · تشيلي                                 |
| الفردي  | WS9                       | كارولينا بيك · بولندا              | شيونغ غوي يان · الصين                              | لي ليينا · أستراليا                                    |
| الفردي  | WS9                       | كارولينا بيك · بولندا              | شيونغ غوي يان · الصين                              | أليكسه سزفيتاتس · المجر                                |
| الفردي  | WS10                      | يانغ تشيان · أستراليا              | ناتاليا بارتيكا · بولندا                           | برونا ألكسندري · البرازيل                              |
| الفردي  | WS10                      | يانغ تشيان · أستراليا              | ناتاليا بارتيكا · بولندا                           | تيان شياو وين · تايبيه الصينية                         |
| الفردي  | rowspan="2" \| WS11       | ناتسuki وادا · اليابان             | إلينا بروكوفيفا · الرياضيون البارالمبيون المحايدين | إيبرو أجر · تركيا                                      |
| الفردي  | كانامي فوروكاوا · اليابان | ناتسuki وادا · اليابان             | إلينا بروكوفيفا · الرياضيون البارالمبيون المحايدين |                                                        |
| الزوجي  | WD5                       | الصين · ليو جينغ · شوي جوان        | كوريا الجنوبية · سيو سو-يون · يون جي-يو            | البرازيل · كاتيا أوليفيرا · جوي سوزا أوليفيرا          |
| الزوجي  | WD5                       | الصين · ليو جينغ · شوي جوان        | كوريا الجنوبية · سيو سو-يون · يون جي-يو            | تايلاند · دارارات أسايوث · تشيلتشيتبارياك بوتوانسيرينا |
| الزوجي  | WD10                      | الصين · غو شياودان · بان جيامين    | صربيا · نادى ماتيć · بوريسلافا بيريć               | كوريا الجنوبية · كانغ أوي-جونغ · لي مي-غيو             |
| الزوجي  | WD10                      | الصين · غو شياودان · بان جيامين    | صربيا · نادى ماتيć · بوريسلافا بيريć               | كوريا الجنوبية · جونغ يونغ-أ · مون سونغ-هي             |
| الزوجي  | WD14                      | الصين · هوانغ وينجوان · جين يوتشنغ | ألمانيا · ستيفاني غريبي · يوليان وولف              | النرويج · أيدا داهلين · ميريث تفيتين                   |
| الزوجي  | WD14                      | الصين · هوانغ وينجوان · جين يوتشنغ | ألمانيا · ستيفاني غريبي · يوليان وولف              | بريطانيا العظمى · فيليسيتى بيكارد · بلاي توومي         |
| الزوجي  | WD20                      | أستراليا · لي ليانا · يانغ تشيان   | تايبيه الصينية · لين تزي-يو · تيان شياو-وين        | بولندا · ناتاليا بارتيكا · كارولينا بيك                |
| الزوجي  | WD20                      | أستراليا · لي ليانا · يانغ تشيان   | تايبيه الصينية · لين تزي-يو · تيان شياو-وين        | البرازيل · برونا ألكسندري · دانييل راؤون               |

### المسابقات المختلطة
| الألعاب | الفئة | الذهبية                          | الفضية                                        | البرونزية                                  |
| ------- | ----- | -------------------------------- | --------------------------------------------- | ------------------------------------------ |
| الزوجي  | XD7   | الصين · تشو يينغ · فينغ بانفينغ  | تايلاند · يوتاجاك غلينبانشون · ويجيترا جايوان | الصين · زهاي شيانغ · غو شياودان            |
| الزوجي  | XD7   | الصين · تشو يينغ · فينغ بانفينغ  | تايلاند · يوتاجاك غلينبانشون · ويجيترا جايوان | فرنسا · فلورا فواتييه · فلوريان ميريان     |
| الزوجي  | XD17  | الصين · ماو جينغديان · تشاو شواي | الصين · بينغ وينان · شيونغ غوييان             | بولندا · كارولينا بيك · بيوتر غرودزين      |
| الزوجي  | XD17  | الصين · ماو جينغديان · تشاو شواي | الصين · بينغ وينان · شيونغ غوييان             | أوكرانيا · فيكتور ديدوخ · إيرينا شينكاروفا |

## التايكوندو

### مسابقات الرجال
| الألعاب | الذهبية                       | الفضية                                              | البرونزية                         |
| ------- | ----------------------------- | --------------------------------------------------- | --------------------------------- |
| 58 kg   | عصام ياسور · إسرائيل          | علي جان أوزجان · تركيا                              | صابر زينالوف · أذربيجان           |
| 58 kg   | عصام ياسور · إسرائيل          | علي جان أوزجان · تركيا                              | شياو شيانغ-وين · تايبيه الصينية   |
| 63 kg   | ماحموت بوزتيكي · تركيا        | غانباتين بولور-إردين · منغوليا                      | أنطونينو بوسولو · إيطاليا         |
| 63 kg   | ماحموت بوزتيكي · تركيا        | غانباتين بولور-إردين · منغوليا                      | أيوب أدوش · المغرب                |
| 70 kg   | إمام الدين خليلov · أذربيجان  | فاتح جيليك · تركيا                                  | خوان دييغو غارسيا لوبيز · المكسيك |
| 70 kg   | إمام الدين خليلov · أذربيجان  | فاتح جيليك · تركيا                                  | خوان سامورانو · الأرجنتين         |
| 80 kg   | أسد بك توشتيميروف · أوزبكستان | لويس ماريو ناجيرا · المكسيك                         | علي رضا بختيار · إيران            |
| 80 kg   | أسد بك توشتيميروف · أوزبكستان | لويس ماريو ناجيرا · المكسيك                         | جو جونغ-هون · كوريا الجنوبية      |
| +80 kg  | مات بوش · بريطانيا العظمى     | علي كساب رمضانوف · الرياضيون البارالمبيون المحايدين | إيفان ميديل · الولايات المتحدة    |
| +80 kg  | مات بوش · بريطانيا العظمى     | علي كساب رمضانوف · الرياضيون البارالمبيون المحايدين | حامد حجشناس · إيران               |

### المسابقات النسائية
| الألعاب | الذهبية                        | الفضية                       | البرونزية                              |
| ------- | ------------------------------ | ---------------------------- | -------------------------------------- |
| 47 kg   | ليونور إسبينوزا · بيرو         | زيوداخون إساقوفا · أوزبكستان | خوانسودا فوانغ كيتشا · تايلاند         |
| 47 kg   | ليونور إسبينوزا · بيرو         | زيوداخون إساقوفا · أوزبكستان | ذكية خدادادي · Refugee Paralympic Team |
| 52 kg   | سورينجاف أولمبايار · منغوليا   | زهراء رحيمي · إيران          | آنا جاباريدزه · جورجيا                 |
| 52 kg   | سورينجاف أولمبايار · منغوليا   | زهراء رحيمي · إيران          | مريم بتول جافدار · تركيا               |
| 57 kg   | لي يوجي · الصين                | غامزة غوردايل · تركيا        | باليسا غوفردهان · نيبال                |
| 57 kg   | لي يوجي · الصين                | غامزة غوردايل · تركيا        | سيلفانا فرنانديز · البرازيل            |
| 65 kg   | آنا كارولينا مورا · البرازيل   | جليكة ديالو · فرنسا          | ليزا جييسينغ · الدنمارك                |
| 65 kg   | آنا كارولينا مورا · البرازيل   | جليكة ديالو · فرنسا          | كريستينا غكينتزو · اليونان             |
| +65 kg  | أيمي تروسديل · بريطانيا العظمى | غلجونوي نايموفا · أوزبكستان  | إيليني باباستاماتوبولو · اليونان       |
| +65 kg  | أيمي تروسديل · بريطانيا العظمى | غلجونوي نايموفا · أوزبكستان  | رجاء أكرماش · المغرب                   |

## كرة السلة على الكراسي المتحركة
| الألعاب | الذهبية | الفضية | البرونزية |
| ------- | --- | --- | --- |
| رجال    | الولايات المتحدة · جيك ويليامز · تالين جوردان · براين بيل · ستيف سيريو · بول شولت · نيت هينزي · تريفون جينيفر · إيه جي فيتزباتريك · خورخي سالازار · فابيان رومو · جون بوي · جيرومي ماير        | بريطانيا العظمى · لي فراير · سايمون براون · كايل مارش · تيري باي ووتر · هاريسون براون · عبدي جامع · غريغ واربورتون · لي مانينغ · جيم بالمر · بيتر كوساك · بن فوكس · فيل برات                                      | ألمانيا · نيكو درايمولر · ماثياس غونتر · توباس هيل · لوكاس غلوسنر · يان هالر · يان سادلر · ينس-إيكي ألبريشت · توماس بوهيم · ألياكساندر غالوسكي · ألكسندر بود · توماس راير · يوليان لاميرينغ |
| السيدات | هولندا · إيلسي آرتس · سيلفانا فان هيس · ليندسي فريلينك · جيتسكي فيسر · جوليا فان دير سبرونغ · بو كرامر · كسينا ويمنهويف · شير كوفير · ساشكا برونك · كارينا دي رووي · ماريسكا بايير · يلون بوست | الولايات المتحدة · أليخاندرا إيبانيز · أبيغيل باوليكي · جوزي أسلاغسون · ناتالي شنايدر ‏ · ريبيكا ماري · روز هوليرمان · كايتلين إيتون · ليندسي زوربروغ · إميلي أوبرست · بايلي مودي · إيكسلت غونزاليس · كورتني رايان | الصين · تشين شوجينغ · تشانغ شيويمي · تشانغ تونغلي · لو غيدي · لين سوي لينغ · هوانغ شياوليان · تشين جينغ وين · تشيو تشياولينغ · تشانغ ميمي · لونغ يون · داي جيامنج · هي شيانغ                |

## المبارزة على الكراسي المتحركة

### مسابقات الرجال
| الألعاب     | الفئة | الذهبية                                                      | الفضية                                                            | البرونزية                                                             |
| ----------- | ----- | ------------------------------------------------------------ | ----------------------------------------------------------------- | --------------------------------------------------------------------- |
| فردي إبيه   | A     | سون غانغ · الصين                                             | بييرس غيليفر · بريطانيا العظمى                                    | هاكان أكايا · تركيا                                                   |
| فردي إبيه   | B     | ديمتري كوتيا · بريطانيا العظمى                               | فيزيت كينغماناو · تايلاند                                         | ميشال دابروفسكي · بولندا                                              |
| فريق إبيه   | A–B   | الصين · سون غانغ · تيان جيانكوان · تشانغ جيه · تشونغ سايتشون | العراق · عمار علي (مبارز) · زين العابدين المدخلي · حيدر العكيلي   | بريطانيا العظمى · ديمتري كوتيا · أوليفر لام واتسون · بييرس غيليفر     |
| فردي الفويل | A     | سون غانغ · الصين                                             | ماتيو بيتي · إيطاليا                                              | تشونغ سايتشون · الصين                                                 |
| فردي الفويل | B     | ديمتري كوتيا · بريطانيا العظمى                               | فنغ يانكي · الصين                                                 | هو داوليانغ · الصين                                                   |
| فريق الفويل | A–B   | الصين · سون غانغ · تشونغ سايتشون · فنغ يانكي · تيان جيانكوان | بريطانيا العظمى · ديمتري كوتيا · أوليفر لام واتسون · بييرس غيليفر | فرنسا · داميان توكاتليان · لودوفيك ليموين · ماكسيم فاليت · يوهان بيتر |
| فردي سابر   | A     | موريس شميت · ألمانيا                                         | بييرس غيليفر · بريطانيا العظمى                                    | إدواردو جيوردان · إيطاليا                                             |
| فردي سابر   | B     | فنغ يانكي · الصين                                            | ميشال دابروفسكي · بولندا                                          | تشانغ جيه · الصين                                                     |

### المساببقات النسائية
| الألعاب     | الفئة | الذهبية                                                 | الفضية                                                                            | البرونزية                                                                 |
| ----------- | ----- | ------------------------------------------------------- | --------------------------------------------------------------------------------- | ------------------------------------------------------------------------- |
| فردي الفويل | A     | تشن يواندونغ · الصين                                    | كوان هيو-كيونغ · كوريا الجنوبية                                                   | غو هايان · الصين                                                          |
| فردي الفويل | B     | سايسوني جانا · تايلاند                                  | كانغ سو · الصين                                                                   | أولينا فيدوتا-إيسايفا · أوكرانيا                                          |
| فريق الفويل | A–B   | الصين · زوه شوفنغ · غو هايان · كانغ سو · تشن يواندونغ   | أوكرانيا · يفهينيا بريوس · أولينا فيدوتا-إيسايفا · ناتاليا موركفيتش · ناديا دولوه | تايلاند · سايسوني جانا · ديوان ناكبراسيت · أفينيا ثونغداينغ               |
| فردي الفويل | A     | زوه شوفنغ · الصين                                       | غو هايان · الصين                                                                  | خوديث رودريغيز مينينديز · إسبانيا                                         |
| فردي الفويل | B     | سايسوني جانا · تايلاند                                  | شياو رونغ · الصين                                                                 | بياتريس فيو · إيطاليا                                                     |
| فريق الفويل | A–B   | الصين · زوه شوفنغ · غو هايان · شياو رونغ · تشن يواندونغ | المجر · إيفا أندريا هايجماسي · بوجلاركا ميزو · زسوزانا كراينيك · أمارلا فيريس     | إيطاليا · أندريا موغوس · روسّانا باسكوانو · لوردانا تريجيليا · بياتريس فيو |
| فردي سابر   | A     | غو هايان · الصين                                        | كينغا دروزدز · بولندا                                                             | نينو تيبيلشفيلي · جورجيا                                                  |
| فردي سابر   | B     | سايسوني جانا · تايلاند                                  | شياو رونغ · الصين                                                                 | أولينا فيدوتا-إيسايفا · أوكرانيا                                          |

## الرجبي على كرسي متحرك
| Event       | الذهبية | الفضية | البرونزية |
| ----------- | --- | --- | --- |
| مختلط مفتوح | اليابان · دايسوكي إيكزكي · ريوجي كوسابا · يوكينوبو إيكي · هيتوشي أوغوا · هيديفومي واكاياما · يوكي هاسيغاوا · كاي كوراهشي · ماسيوكي هاغا · شينيشي شيمكاوا · شونيا ناكاماشي · سيا نوريماتسو ‏ · كاتسوجا هاشيموتو | الولايات المتحدة · سارة آدم · تشاك أوكي · كلايتون براكيت · جيف باتلر · لي فريدت · براد هودسبث · تشاك ميلتون · إريك نيوبي · جوش أونيل · زيون ريدينغتون · ماسون سيمونز · جوش ويلر | أستراليا · إيلا سابلياك · إميلي ميلر · رايلي بات · جيك هاو · جيمس مكويلان · بن فوسيت · كريس بوند · بو فيرنون · شاي غراهام · أندرو إدموندسون · بريدن فوكسلي-كونولي · جوش نيكولسون |

## تنس الكراسي المتحركة
| الألعاب                 | الذهبية                                   | الفضية                                           | البرونزية                                      |
| ----------------------- | ----------------------------------------- | ------------------------------------------------ | ---------------------------------------------- |
| مباريات فردية للرجال    | توكيتو أودا · اليابان                     | ألفي هيويت · بريطانيا العظمى                     | غوستافو فرنانديز · الأرجنتين                   |
| مباريات الزوجي للرجال   | بريطانيا العظمى · ألفي هيويت · غوردون ريد | اليابان · تاكوي مكي · توكيتو أودا                | إسبانيا · دانييل كافرزاشي · مارتن دي لا بوينتي |
| مباريات فردية للسيدات   | يوي كاميجي · اليابان                      | ديدي دي غروت · هولندا                            | أنييك فان كوت · هولندا                         |
| مباريات الزوجي للسيدات  | اليابان · يوي كاميجي · مانامي تاناكا      | هولندا · ديدي دي غروت · أنييك فان كوت            | الصين · غو لوياو · وانغ زينغ                   |
| مباريات الفردي الرباعية | نيلز فينك · هولندا                        | سام شرويدر · هولندا                              | غاي ساسون · إسرائيل                            |
| مباريات الزوجي الرباعي  | هولندا · سام شرويدر · نيلز فينك           | بريطانيا العظمى · أندرو لابثورني · غريغوري سلايد | جنوب إفريقيا · دونالد رامفادي · لوكاس سيثول    |